# Liste der Biografien/Op
Liste der Biografien |
Portal Biografien |
Personensuche
# |
A |
B |
C |
D |
E |
F |
G |
H |
I |
J |
K |
L |
M |
N |
O |
P |
Q |
R |
S |
T |
U |
V |
W |
X |
Y |
Z |
?
 
Oa |
Ob |
Oc |
Od |
Oe |
Of |
Og |
Oh |
Oi |
Oj |
Ok |
Ol |
Om |
On |
Oo |
Op |
Oq |
Or |
Os |
Ot |
Ou |
Ov |
Ow |
Ox |
Oy |
Oz
Die Liste der Biografien führt alle Personen auf, die in der deutschsprachigen Wikipedia einen Artikel haben. Dieses ist eine Teilliste mit 697 Einträgen von Personen, deren Namen mit den Buchstaben „Op“ beginnt.

## Op
- Op de Beeck, Griet (* 1973), belgische Schriftstellerin
- Op de Beeck, Hans (* 1969), belgischer bildender KünstlerHans Op de Beeck (* 1969)

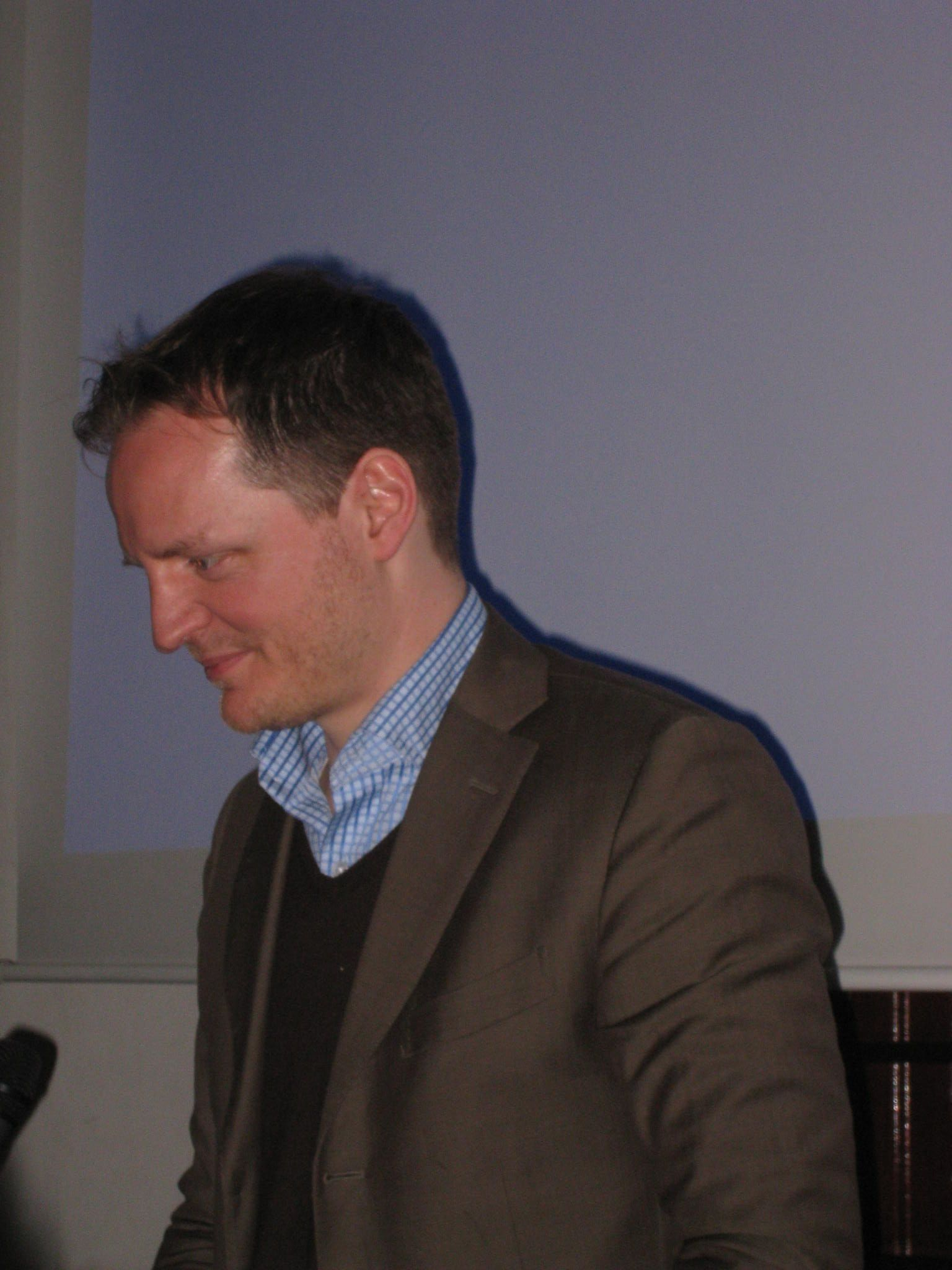
Hans Op de Beeck (* 1969)

- Op dem Hamme gen. von Schoeppingk, Dmitri Ottowitsch (1823–1895), russischer Wissenschaftler
- Op dem Hamme gen. von Schoeppingk, Magnus Friedrich (1779–1855), russischer Geheimrat
- Op dem Hamme gen. von Schoeppingk, Otto Friedrich (1790–1874), russischer Generalmajor
- Op den Orth, Franz (1902–1970), deutscher Politiker (SPD), MdL, MdB

### Opa
- Opaas, Vegard (* 1962), norwegischer Skispringer
- Opabunmi, Femi (* 1985), nigerianischer Fußballspieler
- Opahle, Florian (* 1983), deutscher Gitarrist, Produzent und Komponist
- Opal, Olaf, deutscher Musikproduzent
- Opala, Jarosław Maria Jan (* 1967), polnischer altkatholischer Pfarrer, Bischof der Mariavitenkirche
- Opala, Marian (1921–2010), US-amerikanischer Richter polnischer Abstammung
- Opalew, Maxim Alexandrowitsch (* 1979), russischer Kanute und Olympiasieger
- Opaliński, Kazimierz (1890–1979), polnischer Schauspieler und Theaterregisseur
- Opaliński, Krzysztof (1611–1655), polnisch-litauischer Adliger, Politiker, Schriftsteller
- Opaliński, Łukasz (1612–1666), polnischer Adliger, politischer Aktivist, Schriftsteller und Dichter
- Opálka, Adolf (1915–1942), tschechoslowakischer Soldat
- Opalka, Eduard (* 1893), deutscher Landwirt und Politiker (NSDAP), MdL
- Opałka, Roman (1931–2011), französisch-polnischer KünstlerRoman Opałka (1931–2011)

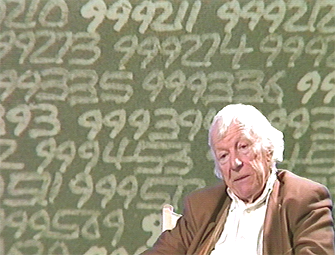
Roman Opałka (1931–2011)

- Opaloch, Trent, kanadischer Kameramann
- Opanassenko, Jewhen (* 1990), ukrainischer Fußballspieler
- Opango, David (* 1978), burundischer Fußballspieler
- Opania, Marian (* 1943), polnischer Schauspieler
- Opara, Charity (* 1972), nigerianische Leichtathletin
- Opara, Eberchi (* 1976), nigerianische Fußballspielerin
- Opara, Emeka (* 1984), nigerianischer Fußballspieler
- Opara, Ike (* 1989), US-amerikanischer Fußballspieler
- Opara, Jerzy (* 1948), polnischer Kanute
- Opara-Thompson, Christy (* 1971), nigerianische Sprinterin
- Oparah, Vivian (* 1996), britische Schauspielerin
- Oparaku, Mobi (* 1976), nigerianischer Fußballspieler
- Oparanozie, Desire (* 1993), nigerianische Fußballspielerin und Schauspielerin
- Opare, Daniel (* 1990), ghanaischer Fußballspieler
- Opare, Frema (* 1947), ghanaische Politikerin
- Oparei, Deobia (* 1971), britischer Schauspieler
- Oparenović, Levin (* 1984), slowenischer Fußballspieler
- Oparin, Alexander Iwanowitsch (1894–1980), sowjetischer Biochemiker
- Oparin, Grigori Alexejewitsch (* 1997), russischer Schachgroßmeister
- Oparin, Michail Sergejewitsch (* 1993), russischer Fußballspieler
- Oparin, Wiktor Nikolajewitsch (1951–2023), russischer Geophysiker
- Opaschowski, Horst (* 1941), deutscher Hochschullehrer und Zukunftsforscher
- Opasek, Anastáz (1913–1999), tschechischer Abt des Klosters Břevnov
- Opata, Aleš (* 1964), tschechischer Offizier im Rang eines Generals
- Opata, Zoltán (1900–1982), ungarischer Fußballspieler und -trainer
- Opatoshu, David (1918–1996), US-amerikanischer Schauspieler
- Opatoshu, Joseph (1887–1954), jiddischer Schriftsteller
- Opatschanowa, Alexandra (* 1989), kasachische Ruderin
- Opatz, Wilhelm (* 1962), deutscher Grafiker und Architekturkritiker
- Opavský, Jiří (1931–2021), tschechoslowakischer Radrennfahrer
- Opazo Castro, Roberto (* 1943), chilenischer Psychologe, Psychotherapeut und Hochschullehrer
- Opazo, Diego (* 1991), chilenischer Fußballspieler
- Opazo, Marco (* 1963), chilenischer Fußballspieler
- Opazo, Mirko (* 1991), chilenischer Fußballspieler
- Opazo, Óscar (* 1990), chilenischer Fußballspieler
- Opazo, Pedro (1876–1957), chilenischer Politiker
- Opazo, Rodolfo (1935–2019), chilenischer Maler
- Opazo, Rodrigo (* 1994), chilenischer Sprinter
- Opazo, Yerson (* 1984), chilenischer Fußballspieler

### Opd
- Opdahl, Jacob (1894–1938), norwegischer Turner
- Opdahl, Nils (1882–1951), norwegischer Turner
- Opdal, Håkon (* 1982), norwegischer Fußballtorhüter
- Opdam, Barry (* 1976), niederländischer Fußballspieler
- Opdam, Eric (* 1960), niederländischer Mathematiker
- Opdebeeck, Englebert (* 1946), belgischer Radrennfahrer
- Opdenhoff, Christian (1902–1975), deutscher Politiker (NSDAP), MdR und SS-Führer
- Opdenhoff, George Willem (1807–1873), niederländischer Marinemaler deutscher Abstammung
- Opdenhoff, Hermann (1915–1945), deutscher Marineoffizier, zuletzt Korvettenkapitän der Kriegsmarine
- Opdenhövel, Matthias (* 1970), deutscher FernsehmoderatorMatthias Opdenhövel (* 1970)

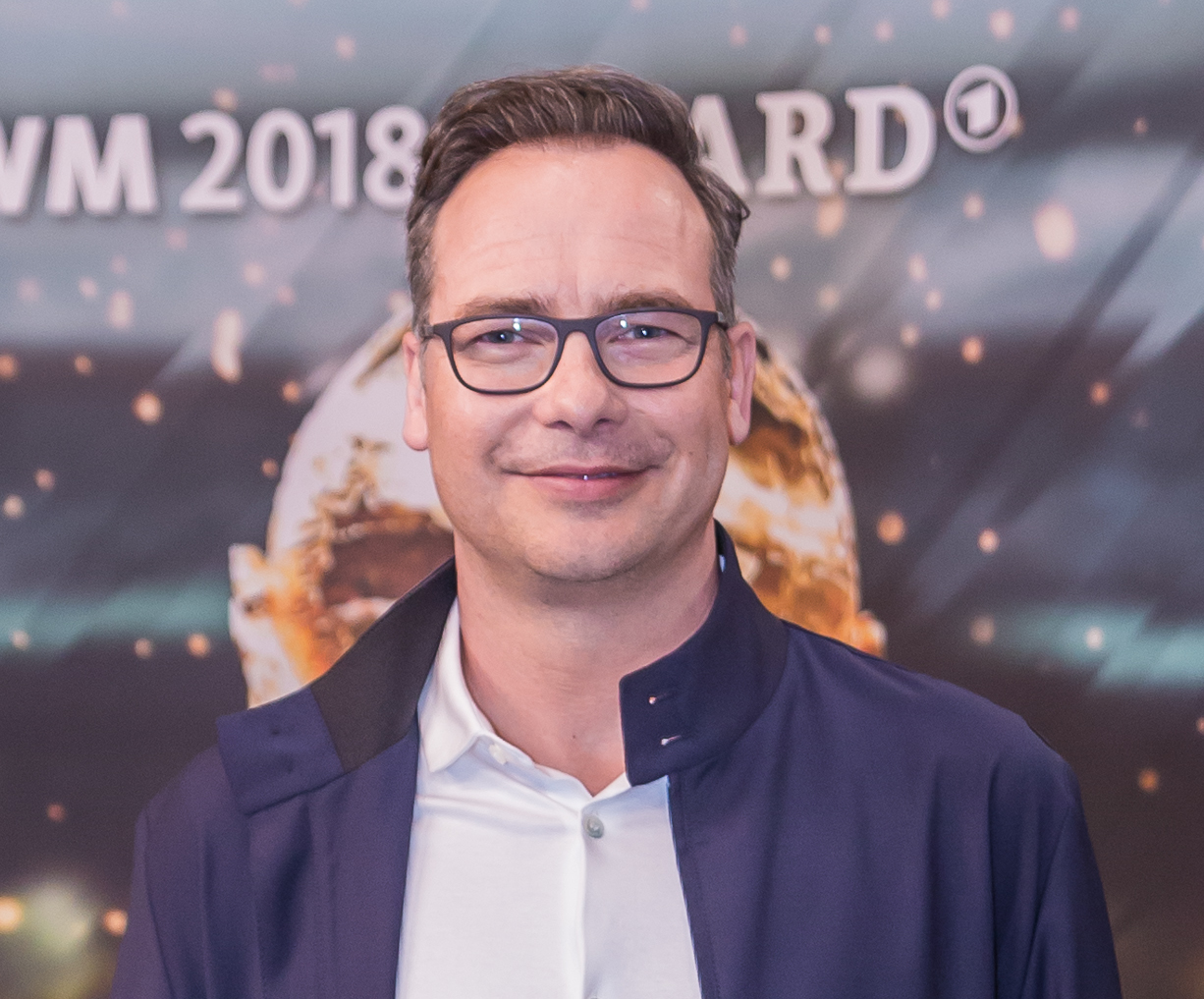
Matthias Opdenhövel (* 1970)

- Opdenhövel, Patrick (* 1964), deutscher Politikwissenschaftler, Ministerial- und politischer Beamter sowie Politiker (CDU)
- Opderbeck, Sebastian (* 1986), deutscher Handballspieler
- Opderbecke, Adolf (1857–1922), deutscher Architekt, Gewerbelehrer und Fachbuchautor
- Opdyke, George (1805–1880), US-amerikanischer Politiker

### Ope
- Opechancanough, Häuptling der Pamunkey-Indianer und später Häuptling der Powhatan-Konföderation
- Opedal, Lage (* 1976), norwegischer Maler
- Opeikina, Wera Andrejewna (* 1989), russische Fußballschiedsrichterin
- Opeka, Pedro (* 1948), katholischer Missionar
- Opeke, Funke, nigerianische Elektroingenieurin und Unternehmerin
- Opekuschin, Alexander Michailowitsch (1838–1923), russischer Bildhauer
- Opel, Adam (1837–1895), deutscher IndustriellerAdam Opel (1837–1895)

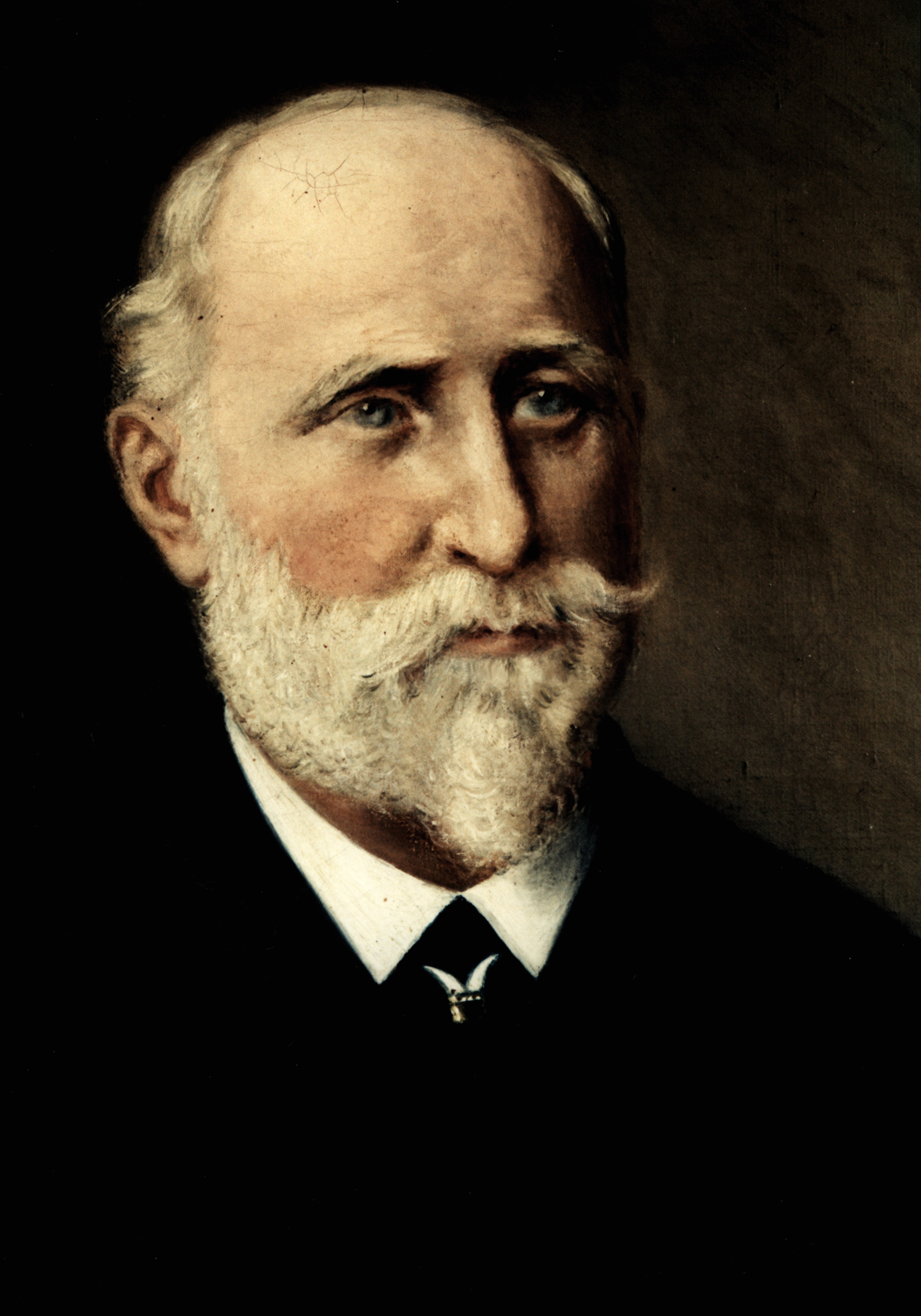
Adam Opel (1837–1895)

- Opel, Adolf (1935–2018), österreichischer Schriftsteller, Filmemacher und Herausgeber
- Opel, Andrea (* 1979), Schweizer Rechtswissenschaftlerin
- Opel, Anna (* 1967), deutsche Schriftstellerin und Übersetzerin
- Opel, Carl von (1869–1927), deutscher Unternehmer, Gründer des Automobilherstellers Opel
- Opel, Carlo von (* 1941), deutscher Unternehmer
- Opel, Elinor von (1908–2001), deutsch-schweizerische Stiftungsgründerin
- Opel, Friedrich (1875–1938), deutscher Radsportler, Ingenieur, Automobilrennfahrer und Unternehmer aus der Familie Opel
- Opel, Fritz (1912–1973), deutscher politischer Aktivist, Redakteur, Herausgeber und Gewerkschafter
- Opel, Fritz von (1899–1971), Industrieller, Raketenpionier, Motorsportler
- Opel, Georg von (1912–1971), deutscher Automobilunternehmer und Sportfunktionär
- Opel, Georg von Jr. (* 1966), deutsch-schweizerischer Unternehmer, Financier und Mitglied der Familie Opel
- Opel, Hans von (1899–1948), deutscher Unternehmer
- Opel, Heinrich von (1873–1928), Gründer des deutschen Automobilherstellers Opel
- Opel, Irmgard von (1907–1986), deutsche Industrielle, Vielseitigkeits- und Springreiterin
- Opel, John R. (1925–2011), US-amerikanischer Manager
- Opel, Julius (1829–1895), deutscher Pädagoge und Historiker
- Opel, Ludwig (1880–1916), Industriejurist und Radrennfahrer; Mitinhaber der Opel-Werke
- Opel, Manfred (* 1938), deutscher Politiker (SPD), MdB und Brigadegeneral a. D.
- Opel, Marie Christine von (1951–2006), Schweizer Opel-Erbin, Urenkelin von Adam Opel
- Opel, Rikky von (* 1947), liechtensteinischer Autorennfahrer
- Opel, Robert (1939–1979), US-amerikanischer Künstler
- Opel, Sascha (* 1972), deutscher Investor und Börsenjournalist
- Opel, Sonja von (* 1976), deutsche Laufsport-Trainerin, Reiseveranstalterin, Autorin und Kolumnistin
- Opel, Sophie (1840–1913), deutsche Unternehmerin
- Opel, Wilhelm von (1871–1948), deutscher Unternehmer, Gründer des Automobilherstellers Opel
- Opel-Götz, Susann (* 1963), deutsche Illustratorin, Autorin und Grafikerin
- Opela, Evelyn (* 1945), tschechische SchauspielerinEvelyn Opela (* 1945)

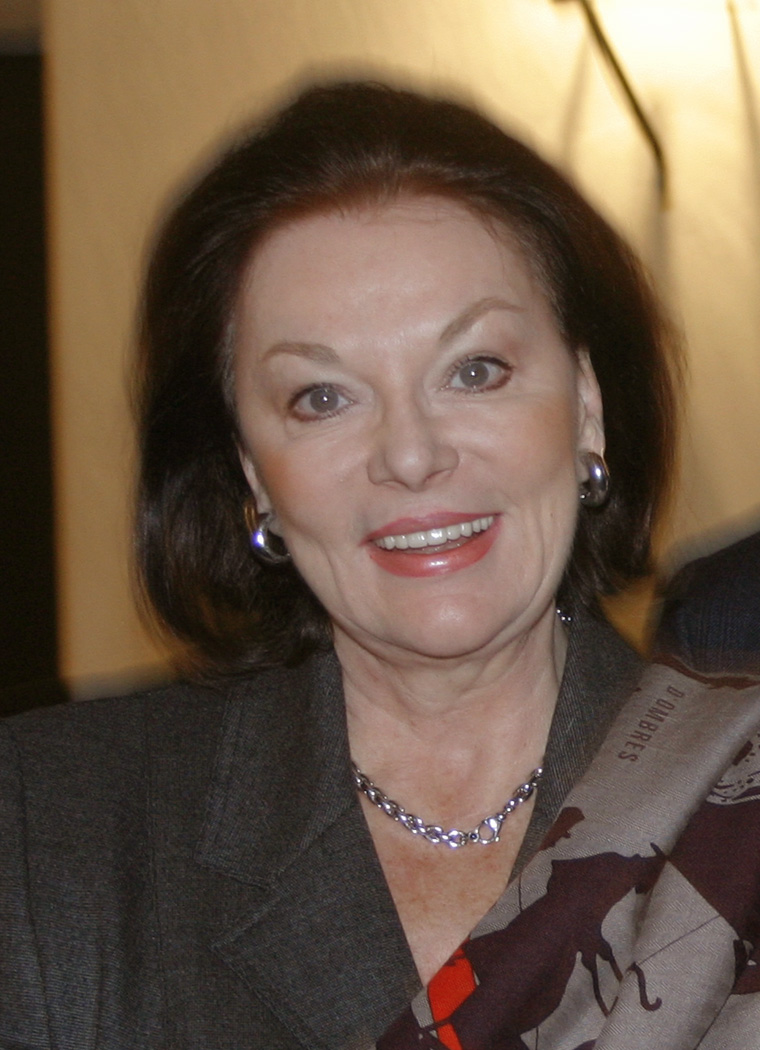
Evelyn Opela (* 1945)

- Opěla, Jaroslav (1935–2016), tschechisch-deutscher Dirigent
- Opelka, Reilly (* 1997), US-amerikanischer TennisspielerReilly Opelka (* 1997)

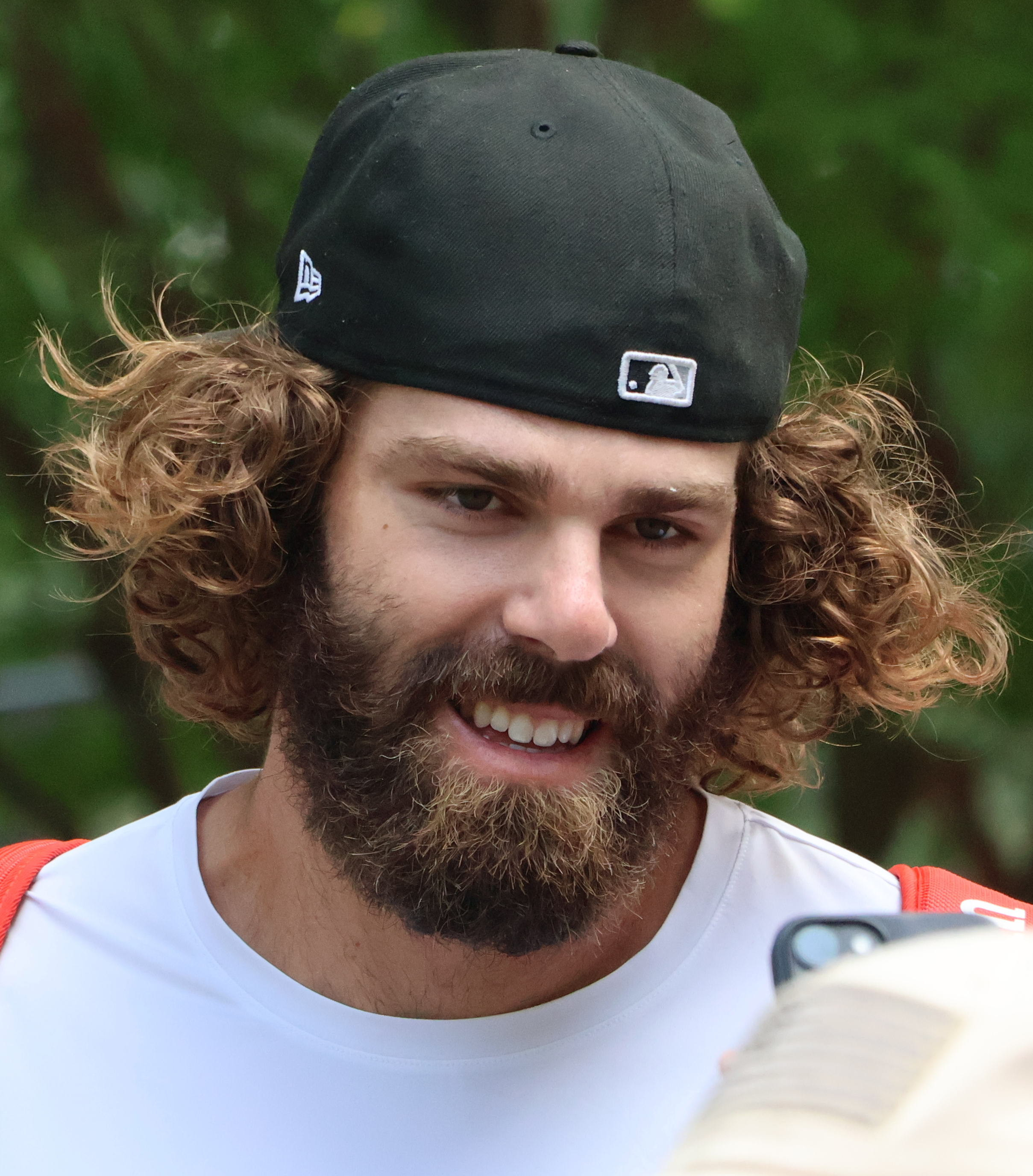
Reilly Opelka (* 1997)

- Opeloge, Ele (* 1985), samoanische Gewichtheberin
- Opeloge, Niusila (* 1980), samoanischer Gewichtheber
- Opelt, Friedrich Wilhelm (1794–1863), sächsischer Geheimer Finanzrat, Musikwissenschaftler, Mathematiker und Astronom
- Opelt, Ilona (1928–1991), deutsche Klassische Philologin
- Opelt, Uta (* 1970), deutsche Politikerin (AfD), MdL
- Opelt-Stoevesandt, Erika (1919–2013), deutsche Pädagogin und Schulgründerin
- Openda, Loïs (* 2000), belgischer Fußballspieler
- Openda, Royce (* 2002), gabunischer Fußballspieler
- Openkowski, Bruno von (1887–1952), deutsch-polnischer Jurist und Publizist
- Openshaw, Anne, kanadische Schauspielerin und Synchronsprecherin
- Oper, Andres (* 1977), estnischer Fußballspieler
- Operi, Christopher (* 1997), ivorisch-französischer Fußballspieler
- Operto, Piero (1926–1949), italienischer Fußballspieler
- Opertti, Didier (* 1937), uruguayischer Politiker
- Opet, Otto (1866–1941), deutscher Rechtswissenschaftler und Hochschullehrer
- Opetaia, Jai (* 1995), australischer Boxer
- Opeyori, Anuoluwapo Juwon (* 1997), nigerianischer Badmintonspieler

### Opf
- Opfer, David (1825–1876), Bürgermeister und Abgeordneter des Kurhessischen Kommunallandtages
- Opfer, Fanny (1870–1944), deutsche Konzertsängerin (Sopran) und Gesangslehrerin
- Opfer, Gustav (1876–1957), deutscher Figuren-, Porträt- und Landschaftsmaler der Düsseldorfer Schule
- Opfer, Roland (* 1974), deutscher Ruderer
- Opfergeldt, Friedrich (1668–1740), deutscher lutherischer Theologe
- Opfergelt, Anton (1850–1915), deutscher Politiker (Zentrum), MdR und Jurist
- Opferkuch, Hermann (1920–1990), deutscher Unternehmer und Politiker (CDU), MdL
- Opferkuh, Friedrich (1923–1993), österreichischer Steinmetzmeister und Bildhauer
- Opfermann, Bernhard (1913–1995), deutscher katholischer Priester, Heimatforscher und Autor
- Opfermann, Ignaz (1799–1866), deutscher Architekt und Baubeamter
- Opfermann, Karl (1891–1960), deutscher Holz- und Steinbildhauer
- Opfermann, Rudolf (1844–1913), deutscher Architekt
- Opfermann, Susanne (* 1953), deutsche Amerikanistin
- Opfermann, Ulrich F. (* 1945), deutscher Historiker und Autor

### Opg
- Opgenoorth, Ernst (1936–2018), deutscher Historiker
- Opgenoorth, Winfried (* 1939), deutsch-österreichischer Illustrator

### Oph
- Opheim, Aliette (* 1985), schwedische Schauspielerin und Model
- Ophelders, Michael (* 1958), deutscher Schauspieler, Musical-Darsteller, Hörspielsprecher und Theaterregisseur
- Ophellas († 308 v. Chr.), makedonischer Offizier unter Alexander dem Großen und Ptolemaios I.
- Ophey, Walter (1882–1930), deutscher Maler und GrafikerWalter Ophey (1882–1930)

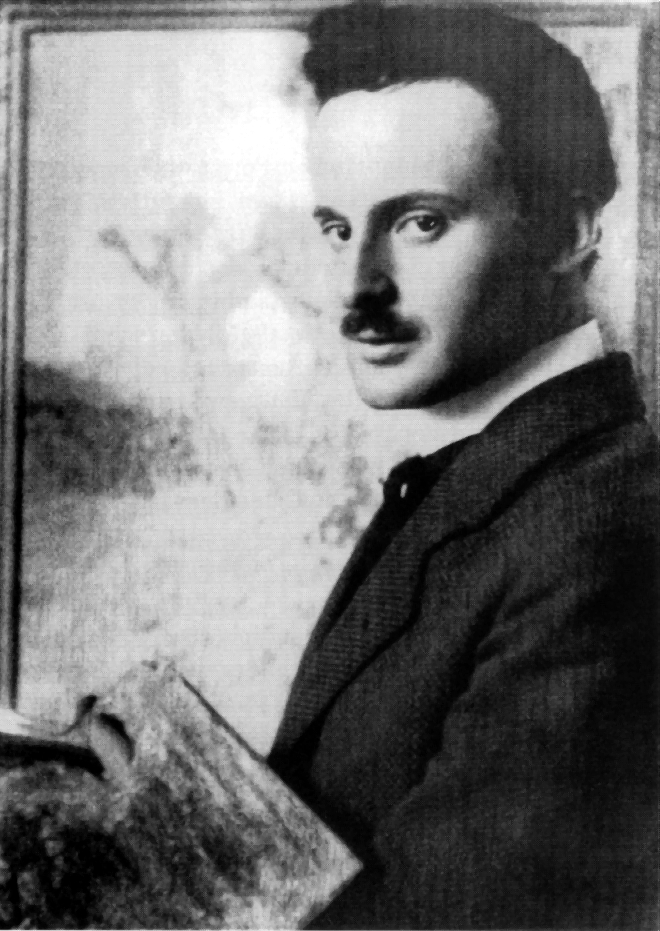
Walter Ophey (1882–1930)

- Ophidian (* 1981), niederländischer Hardcore Techno- und Doomcore-DJ und Musikproduzent
- Ophir, Adi (* 1951), israelischer Philosoph
- Ophir, Baruch (1910–2004), deutscher Historiker
- Ophir, Shai K. (1929–1987), israelischer Schauspieler
- Ophoff, Johann Kaspar (1675–1742), Bürgermeister von Elberfeld
- Ophuijsen, Jan van (* 1953), niederländischer Klassischer Philologe
- Ophüls, Carl Friedrich (1895–1970), deutscher Diplomat und Hochschullehrer
- Ophüls, Marcel (1927–2025), französischer Filmregisseur
- Ophüls, Max (1902–1957), deutsch-französischer Film-, Theater- und Hörspielregisseur

### Opi
- Opia, Weruche (* 1987), britisch-nigerianische Schauspielerin und Unternehmerin
- Opicinus de Canistris (* 1296), Kleriker, Historiker, Buchmaler und Kartograph
- Opie, Alan (* 1945), britischer Opernsänger und Konzertsänger in der Stimmlage Bariton
- Opie, Amelia (1769–1853), britische Schriftstellerin und Abolitionistin
- Opie, Catherine (* 1961), US-amerikanische Künstlerin und Fotografin
- Opie, Chris (* 1987), britischer Radrennfahrer
- Opie, Eugene L. (1873–1971), US-amerikanischer Pathologe und Mikrobiologe
- Opie, John (1761–1807), englischer Maler
- Opie, Julian (* 1958), britischer Maler, Bildhauer und Videokünstler
- Opie, Lisa (* 1963), englische Squashspielerin
- Opielka, Michael (* 1956), deutscher Sozialwissenschaftler
- Opieński, Henryk (1870–1942), polnischer Komponist
- Öpik, Armin Alexander (1898–1983), estnisch-australischer Paläontologe
- Öpik, Ernst (1893–1985), estnischer Astronom
- Opilio, weströmischer Konsul (453)
- Opimius, Lucius, römischer Konsul im Jahr 121 v. Chr.
- Opimius, Quintus, römischer Politiker und Konsul
- Øpir, schwedischer Runenmeister und Bildhauer
- Opitsch, Eduard (1900–1991), deutscher Steinbruchbesitzer und Fossiliensammler
- Opitz von Boberfeld, Wilhelm (1941–2015), deutscher Agrarwissenschaftler
- Opitz, Alfred (1943–2014), deutscher Maler, Romanist und Hochschullehrer
- Opitz, Ambros (1846–1907), böhmischer katholischer Geistlicher, christlich-sozialer Politiker und Verleger
- Opitz, Bernhard (1936–2021), deutscher Arzt, Synodaler und Politiker (BFD), MdV
- Opitz, Christel, deutsche Rudersportlerin
- Opitz, Christoph (1815–1885), deutscher Orgelbauer
- Opitz, Detlef (* 1956), deutscher Schriftsteller
- Opitz, Eckardt (1938–2025), deutscher Offizier und Historiker
- Opitz, Ekkehart (* 1967), deutscher Autor, Schauspieler, Tourguide
- Opitz, Erich (1871–1926), deutscher Gynäkologe und Hochschullehrer
- Opitz, Erich (* 1886), deutscher Kommunalpolitiker
- Opitz, Erich (1909–1953), deutscher Physiologe
- Opitz, Florian (* 1973), deutscher Regisseur, Autor und JournalistFlorian Opitz (* 1973)

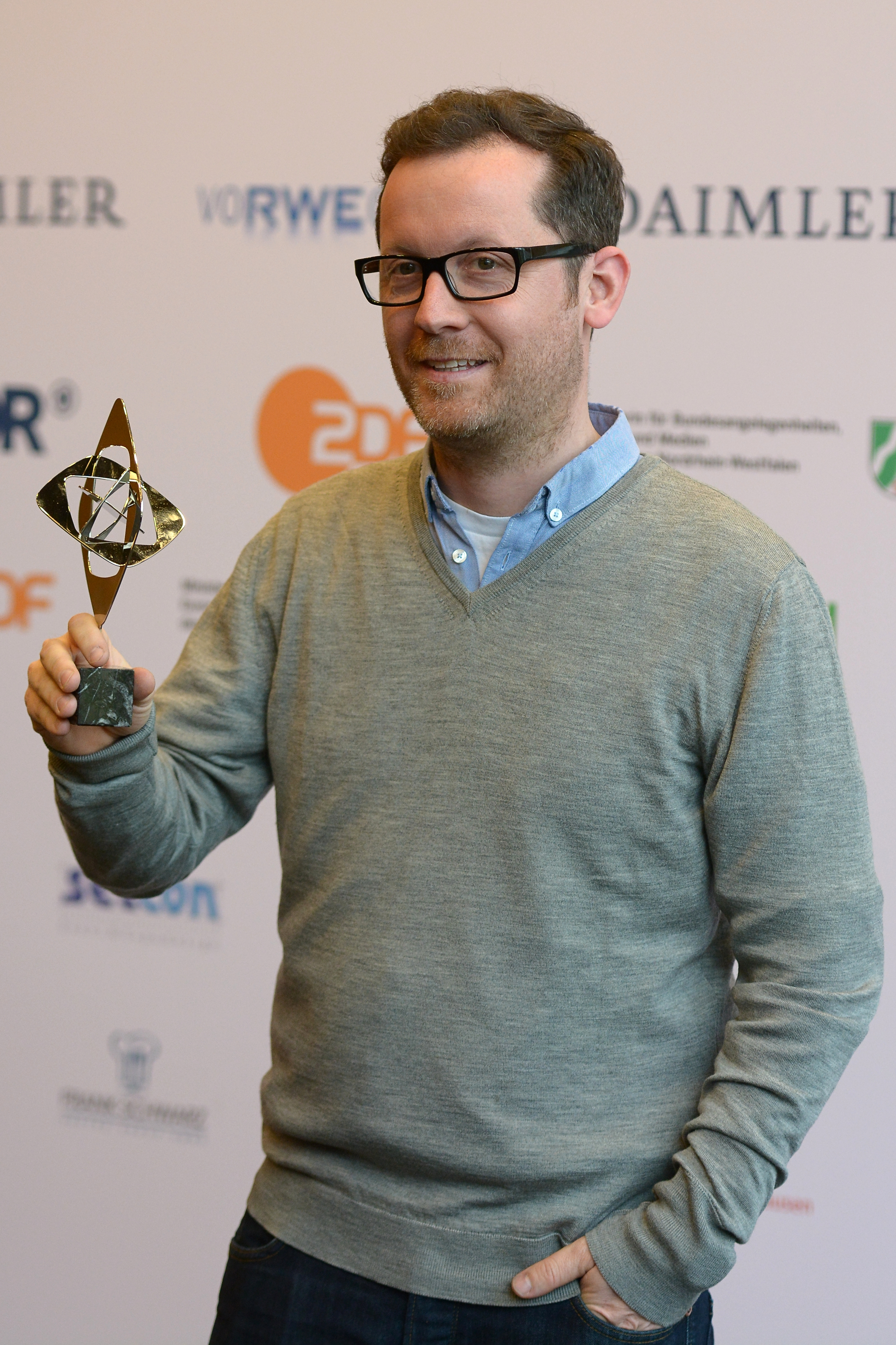
Florian Opitz (* 1973)

- Opitz, Franz K. (1916–1998), Schweizer Maler, Fotograf, Poet, Musiker und Autor
- Opitz, Friedrich (1894–1937), deutscher Schwerverbrecher
- Opitz, Friedrich (1898–1948), deutscher Werksleiter im KZ Ravensbrück
- Opitz, Fritz (1898–1981), deutscher Maschinenbauingenieur und Hochschullehrer
- Opitz, Gerhard (1926–1978), deutscher Maler
- Opitz, Gerhard (1942–1999), deutscher Maler und Objektkünstler
- Opitz, Gottfried (1904–1976), deutscher Historiker
- Opitz, Günter (1921–1991), deutscher Mathematiker und Hochschullehrer
- Opitz, Günter (1928–2016), deutscher Hornist, Kammervirtuose
- Opitz, Hans (1888–1971), deutscher Pädiater und Hochschullehrer
- Opitz, Hans-Georg (1905–1941), deutscher evangelischer Kirchenhistoriker
- Opitz, Hans-Georg (* 1958), deutscher Fußballtorhüter
- Opitz, Heike (* 1975), deutsche Politikerin (Grün-Alternative Liste), MdHB
- Opitz, Heinrich (1642–1712), deutscher Theologe und Orientalist
- Opitz, Heinrich (1929–2018), deutscher marxistischer Philosoph
- Opitz, Heinz (1928–2024), deutscher Generalmajor der Volkspolizei
- Opitz, Heinz-Eberhard (1912–1997), deutscher Offizier und Richter
- Opitz, Hellmuth (* 1959), deutscher Autor
- Opitz, Henning (1938–2023), deutscher Handballspieler, Funktionär, Schiedsrichter und Trainer
- Opitz, Herwart (1905–1978), deutscher Ingenieur
- Opitz, Hieronymus der Ältere (1519–1591), deutscher lutherischer Theologe
- Opitz, Hugo Gottfried (1846–1916), deutscher konservativer Politiker, MdL (Königreich Sachsen)
- Opitz, Ida, deutsche Politikerin (USPD)
- Opitz, John Marius (1935–2023), deutsch-amerikanischer Humangenetiker
- Opitz, Josua (1542–1585), deutscher lutherischer (flacianischer) Theologe und Pädagoge
- Opitz, Josua der Jüngere, deutscher Gelehrter
- Opitz, Julian (* 1982), deutscher Zeichner und Karikaturist
- Opitz, Karl (1864–1907), deutscher Verwaltungsjurist
- Opitz, Kurt (1877–1958), deutscher Acker- und Pflanzenbauwissenschaftler
- Opitz, Kurt (1887–1968), deutscher Maler und Gebrauchsgrafiker
- Opitz, Kurt (1918–2008), deutscher Politiker (SED)
- Opitz, Leon (* 2005), deutscher Fußballspieler
- Opitz, Martin (1597–1639), deutscher BarockdichterMartin Opitz (1597–1639)

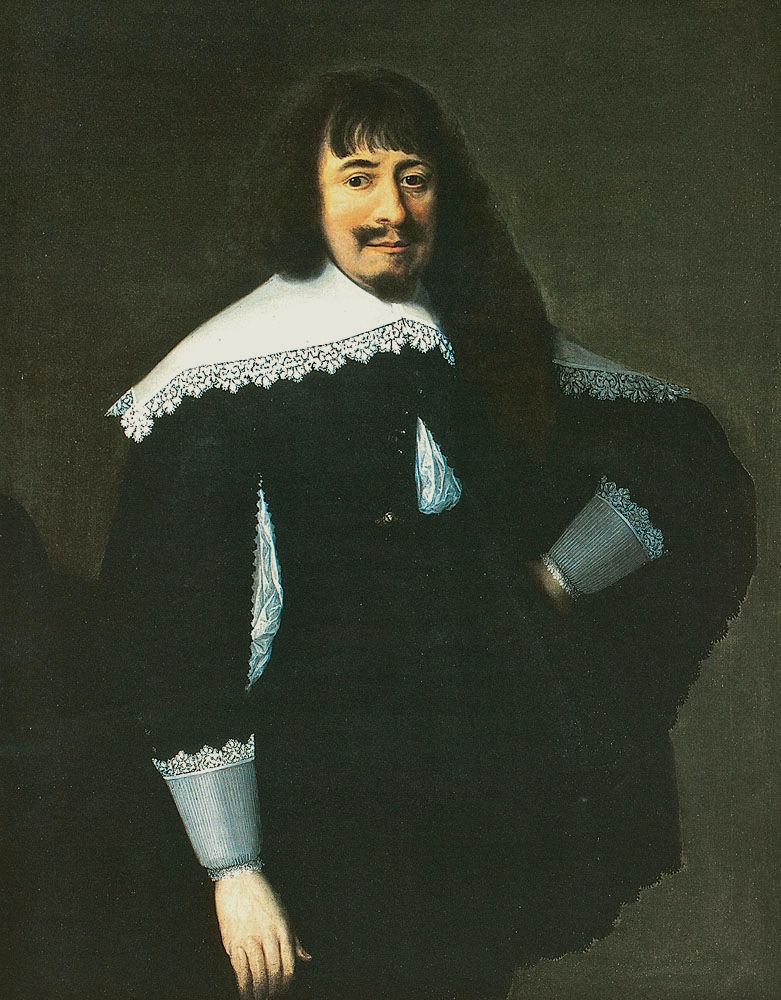
Martin Opitz (1597–1639)

- Opitz, Max (1890–1982), deutscher Politiker (KPD, SED), MdR, MdV und Oberbürgermeister
- Opitz, Michael (* 1962), deutscher Fußballspieler
- Opitz, Oliver G. (* 1968), deutscher Onkologe, Telemediziner und Hochschullehrer
- Opitz, Otto (* 1939), deutscher Wirtschaftsmathematiker und Hochschullehrer
- Opitz, Paul (* 1897), deutscher Staatsbeamter
- Opitz, Paul Friedrich (1684–1747), deutscher Theologe und Orientalist
- Opitz, Paul-Hermann (1917–2014), deutscher Musiklehrer, Chorleiter und Komponist
- Opitz, Peter (* 1957), evangelisch-reformierter Pfarrer und Professor für Kirchengeschichte
- Opitz, Peter J. (1937–2025), deutscher Politikwissenschaftler und Hochschullehrer
- Opitz, Reimon (1948–2010), deutscher TierpflegerReimon Opitz (1948–2010)

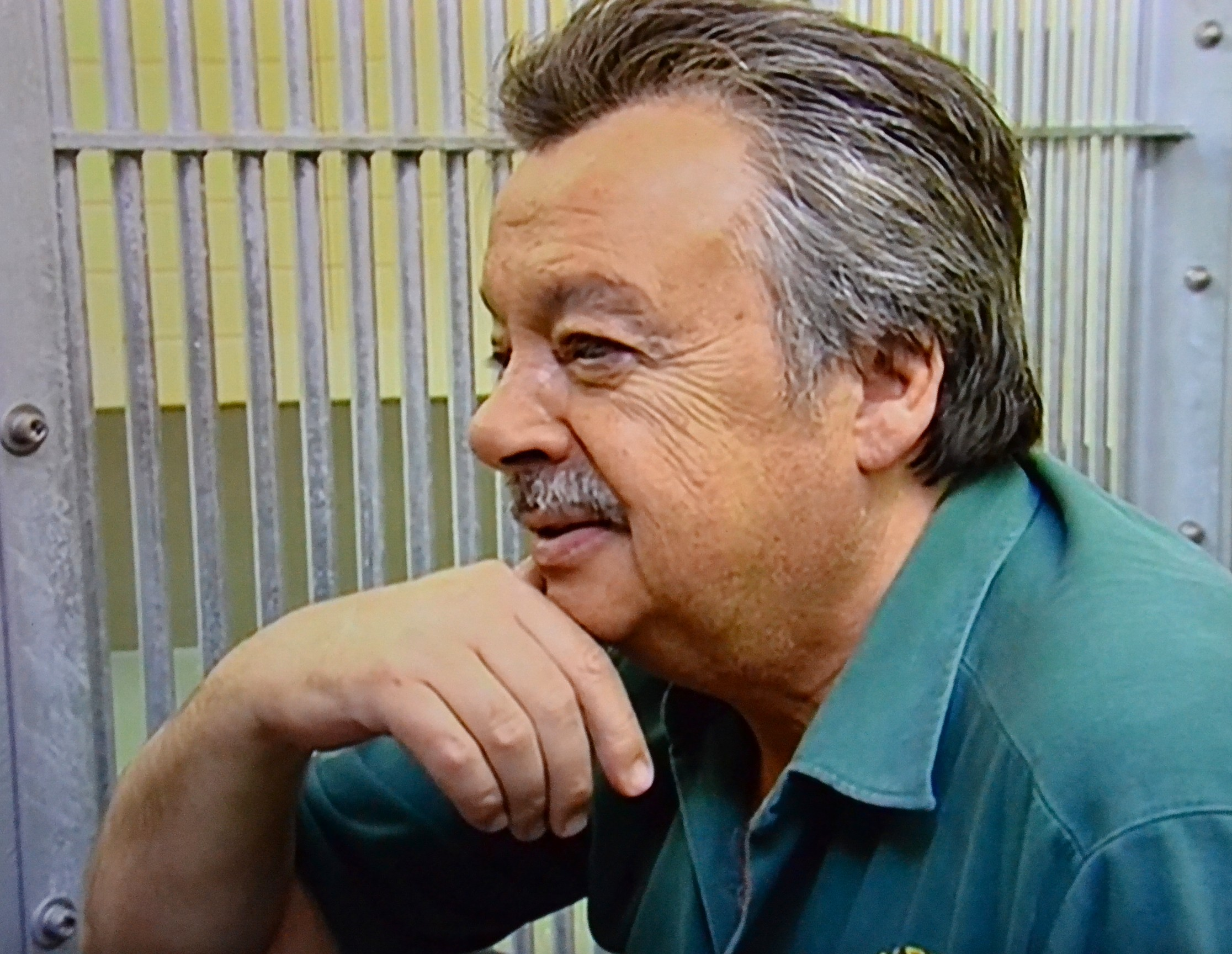
Reimon Opitz (1948–2010)

- Opitz, Reinhard (1934–1986), deutscher Politikwissenschaftler und Publizist
- Opitz, Roland (1934–2015), deutscher Literaturwissenschaftler und Hochschullehrer
- Opitz, Rolf (1929–2006), deutscher Politiker (SED)
- Opitz, Rolf (1942–2005), deutscher Unternehmer
- Opitz, Rudi (1908–1939), deutscher Fotograf und Chemigraf, Gegner und Opfer des Nationalsozialismus
- Opitz, Rudolf (1890–1940), deutscher Paläontologe
- Opitz, Rudolf (1910–2010), deutscher Segelflieger und Testpilot
- Opitz, Rudolf (1920–1997), deutscher Politiker (FDP), MdB
- Opitz, Rudolph Karl Friedrich (1735–1800), deutscher Arzt
- Opitz, Simone (* 1963), deutsche Skilangläuferin
- Opitz, Ted (* 1961), kanadischer Politiker der Konservativen Partei Kanadas
- Opitz, Theodor (1820–1896), deutscher Publizist
- Opitz, Victoria (* 1988), US-amerikanische Ruderin
- Opitz, Walter (1929–2003), deutscher Maler, Grafiker und Schriftkünstler
- Opitz, Werner (* 1948), österreichischer Schauspieler
- Opitz, Willi (1928–2011), deutscher Generalmajor des MfS
- Opitz, Wolfgang (1944–2023), deutscher Maler
- Opitz-Altherr, Mila (1903–1989), Schweizer Unternehmerin
- Opitz-Belakhal, Claudia (* 1955), deutsche Historikerin
- Opitz-Döllinger, Maria (1917–2007), deutsche Politikerin (Ökologisch-Demokratische Partei)
- Opiz, Georg Emanuel (1775–1841), deutscher Maler, Schriftsteller und Grafiker
- Opiz, Philipp Maximilian (1787–1858), österreichischer Forstamtsconcipist und Taxonom

### Opl
- Opladen, Maria Theresia (* 1948), deutsche Politikerin (CDU), MdL
- Opladen, Peter (1876–1957), deutscher Autor und katholischer Priester
- Opland (1928–2001), niederländischer Cartoonist
- Ople, Blas (1927–2003), philippinischer Politiker
- Opletal, Jan (1915–1939), tschechoslowakischer Medizinstudent, Opfer des Nationalsozialismus
- Oplev, Niels Arden (* 1961), dänischer Filmregisseur
- Opll, Ferdinand (* 1950), österreichischer Historiker
- Opll, Maximilian (* 1978), österreichischer Komponist, Musikpädagoge und Chorleiter
- Oplotnik, Anja (* 2002), slowenische Skirennläuferin

### Opm
- Opmanis, Elvis (* 1997), lettischer Skirennläufer
- Opmanis, Lauris (* 2001), lettischer Skirennläufer
- Opmann, Mart (* 1956), estnischer Politiker, Mitglied des Riigikogu und Unternehmer

### Opo
- Opočenský, Gustav (1920–1992), tschechoslowakischer Schauspieler
- Opočenský, Gustav Roger (1881–1949), tschechischer Schriftsteller
- Opočenský, Karel (1892–1975), tschechischer Schachmeister
- Opoczynski, Evelyn (* 1949), deutsche Schauspielerin
- Opoczynski, Michael (* 1948), deutscher Fernsehjournalist und ModeratorMichael Opoczynski (* 1948)

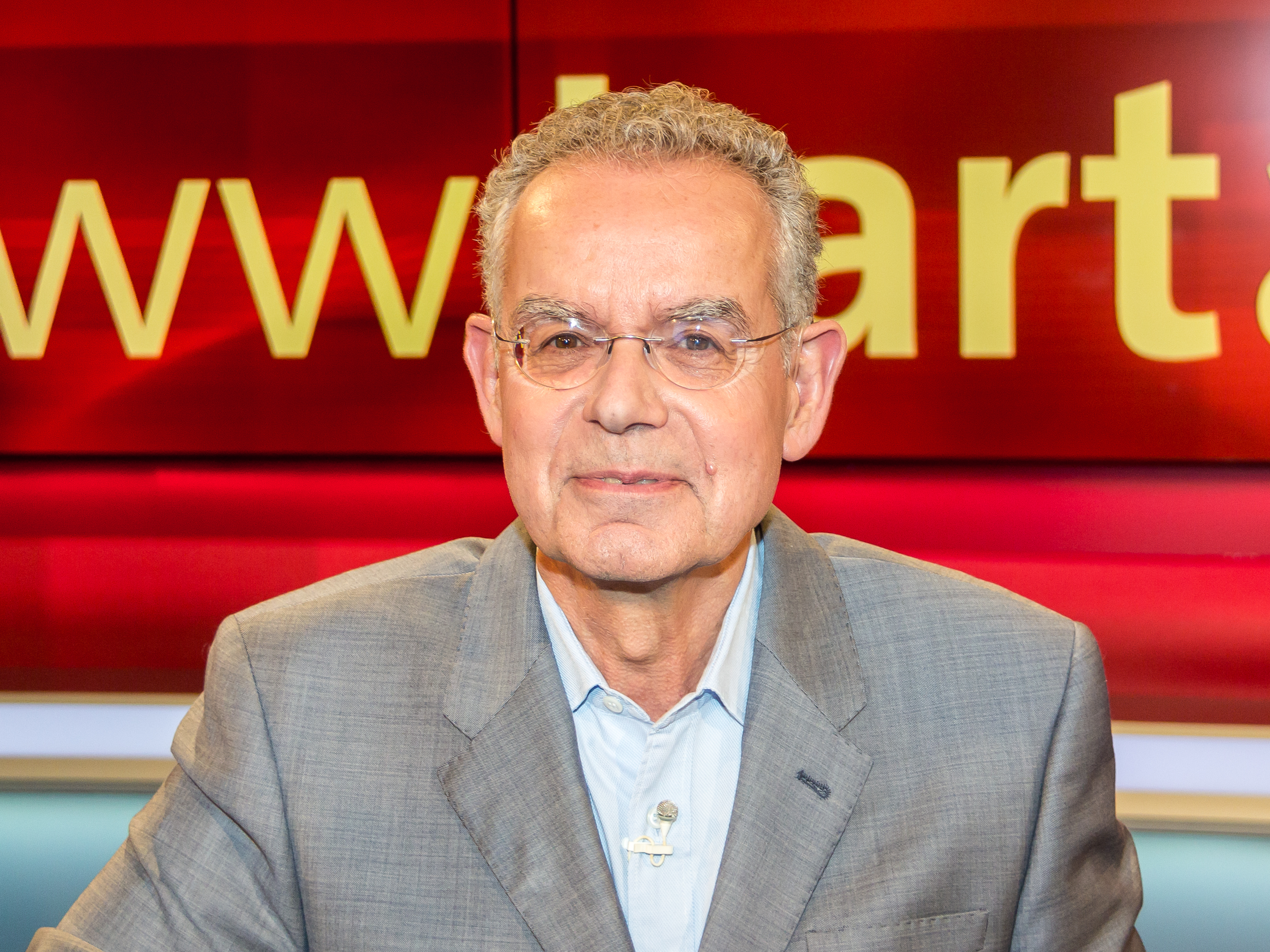
Michael Opoczynski (* 1948)

- Opoku Fofie, Asantehene (Herrscher) des Königreichs Aschanti
- Opoku Ware I. (1700–1750), Herrscher des Aschantikönigreiches im heutigen Ghana
- Opoku Ware II. (1919–1999), ghanaischer Herrscher des Königreichs der Aschanti in Ghana
- Opoku, Aaron (* 1999), deutscher Fußballspieler
- Opoku, Alexander (* 1974), ghanaischer Fußballspieler
- Opoku, Hermann (* 1986), österreichischer Basketballspieler
- Opoku, Kwame (* 1999), ghanaischer Fußballspieler
- Opoku, Michael (* 2005), dänischer Fußballspieler
- Opoku-Afari, Clifford (* 1977), deutscher Sportwissenschaftler
- Opoku-Agyemang, Jane Naana (* 1951), ghanaische Literaturwissenschaftlerin, Politikerin und Hochschullehrerin
- Opoku-Agyemang, John (* 1957), ghanaischer römisch-katholischer Geistlicher, Bischof von Konongo-Mampong
- Opolais, Kristīne (* 1979), lettische Opernsängerin (Sopran)Kristīne Opolais (* 1979)

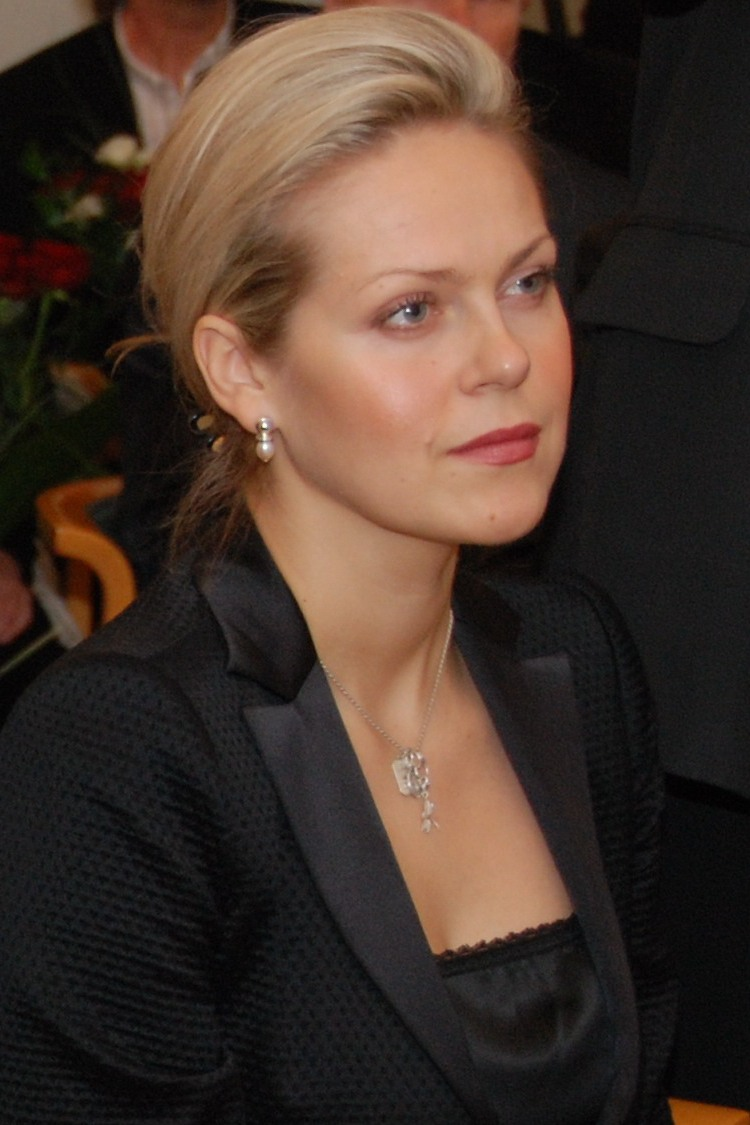
Kristīne Opolais (* 1979)

- Opolka, Hans (* 1949), deutscher Mathematiker
- Opolownikowa, Jelena Alexandrowna (1943–2011), sowjetisch-russische Architektin und Denkmalschützerin
- Opolski, Antoni (1913–2014), polnischer Astrophysiker
- Opondo, Moses (* 1997), ugandischer Fußballspieler
- Oporin, Joachim (1695–1753), deutscher lutherischer Theologe
- Oporinus, Johannes (1507–1568), Schweizer Humanist, Buchdrucker, Verleger, Sekretär und Lehrer
- Opothleyahola († 1863), Häuptling der Muskogee

### Opp
- Opp, Karl-Dieter (* 1937), deutscher Soziologe
- Opp, Walter (1931–2022), deutscher Kirchenmusiker, Universitätsmusikdirektor und Hochschullehrer

#### Oppa
- Oppacher, Ernst (* 1892), österreichischer Eiskunstläufer

#### Oppe
- Oppe, August (1815–1887), sächsischer Kaufmann und Politiker
- Oppé, Paul (1878–1957), britischer Kunsthistoriker, Kunstkritiker, Kunstsammler und Museumskurator

##### Opped
- Oppedisano, Domenico (* 1930), italienischer Mafiaanführer
- Oppedisano, Marco (* 1971), US-amerikanischer Komponist und Gitarrist
- Oppedisano, Valentina (* 1992), deutsche Fußballspielerin

##### Oppeg
- Oppegaard, Linn (* 1998), norwegische Leichtathletin
- Oppegård, Fredrik (* 2002), norwegischer Fußballspieler
- Oppegard, Peter (* 1959), US-amerikanischer Eiskunstläufer

##### Oppel
- Oppel, Albert (1831–1865), deutscher Paläontologe
- Oppel, Alwin (1849–1929), deutscher Wirtschaftsgeograph, Schulgeograph
- Oppel, Carl Georg August von (1725–1760), Geheimer Rat, Gouverneur der Grafschaft Mömpelgard
- Oppel, Carl Wilhelm von (1767–1833), sächsischer Beamter und Mitglied des Landtages
- Oppel, Craig (* 1967), US-amerikanischer Schwimmer
- Oppel, Falk (* 1944), deutscher Arzt und Hochschullehrer
- Oppel, Friedrich Wilhelm von (1720–1769), deutscher Hochschullehrer und sächsischer Oberberghauptmann
- Oppel, Gustav (1891–1978), deutscher Bildhauer und Porzellanmodelleur
- Oppel, Horst (1913–1982), deutscher Anglist
- Oppel, Johann Georg (1594–1661), kursächsischer Jurist und Wirklicher Geheimer Rat
- Oppel, Johann Joseph (1815–1894), deutscher Pädagoge und Sprachwissenschaftler
- Oppel, Johann Siegmund von (1730–1798), Landschaftskassendirektor, Geheimer Rat
- Oppel, Julius Wilhelm von (1766–1832), deutscher Staatsmann
- Oppel, Karl (1816–1903), deutscher Pädagoge und Schriftsteller
- Oppel, Karl Heinz (1924–2016), deutscher Schauspieler und SynchronsprecherKarl Heinz Oppel (1924–2016)

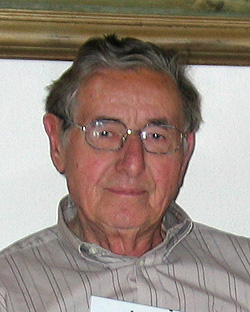
Karl Heinz Oppel (1924–2016)

- Oppel, Karl Wilhelm von (1867–1930), deutscher Politiker und Rittergutsbesitzer
- Oppel, Katharina D. (* 1963), deutsche römisch-katholischer Theologin
- Oppel, Kenneth (* 1967), kanadischer Schriftsteller
- Oppel, Lisel (1897–1960), deutsche Malerin
- Oppel, Max (* 1933), deutscher Kunsthistoriker
- Oppel, Max (* 1974), deutscher TV- und Radio-Journalist
- Oppel, Nikolaus Michael (1782–1820), deutscher Herpetologe und Tiermaler
- Oppel, Reinhard (1878–1941), deutscher Musikwissenschaftler, Komponist und Musikpädagoge
- Oppel, Siegmund Ehrenfried von (1687–1757), Kanzler, Kammerpräsident, Geheimratspräsident
- Oppel, Stephan (* 1973), deutscher Orgelbauer
- Oppel, Wigand (1822–1886), deutscher Organist und Musikpädagoge
- Oppell, August von (1827–1909), preußischer General der Infanterie
- Oppell, Hans Leo von (1846–1915), königlich sächsischer Kammerherr und Rittmeister
- Oppell, Hans Ludwig von (1800–1876), deutscher Polizeidirektor
- Oppelland, Torsten (* 1959), deutscher Politikwissenschaftler und Zeithistoriker
- Oppelmayer, Mario (* 1959), österreichischer Schriftsteller
- Oppeln, Agnes von (1360–1413), zweite Frau des Markgrafen und römisch-deutschen Königs Jobst von Mähren
- Oppeln, Frieda von (1866–1945), deutsche Autorin
- Oppeln-Bronikowski, Alexander von (1784–1834), preußischer und polnischer Offizier und deutscher Schriftsteller
- Oppeln-Bronikowski, Ferdinand George von (1751–1803), preußischer Landrat, Landesdirektor und Kammerpräsident
- Oppeln-Bronikowski, Friedrich von (1873–1936), deutscher Schriftsteller, Übersetzer, Herausgeber und Kulturhistoriker
- Oppeln-Bronikowski, Hermann von (1826–1904), preußischer Generalleutnant
- Oppeln-Bronikowski, Hermann von (1899–1966), deutscher Generalmajor im Zweiten Weltkrieg, Olympiasieger im Dressurreiten 1936Hermann von Oppeln-Bronikowski (1899–1966)

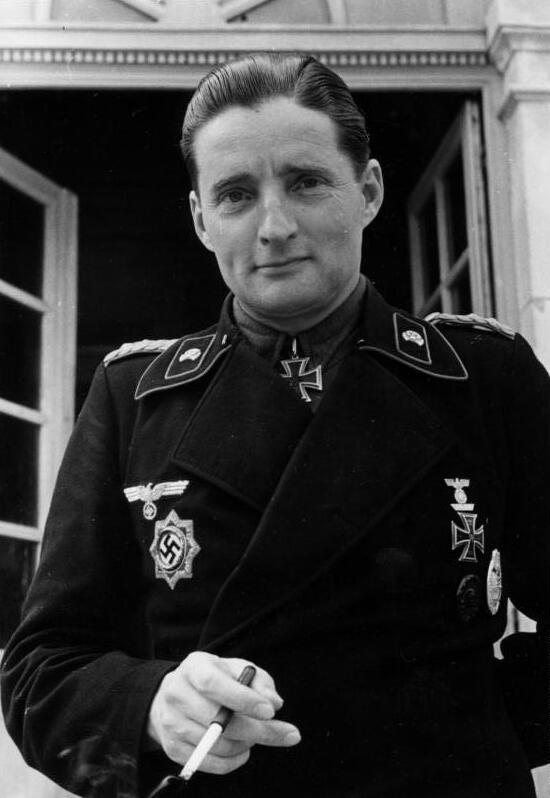
Hermann von Oppeln-Bronikowski (1899–1966)

- Oppeln-Bronikowski, Johann von († 1765), schwedischer und polnischer Offizier, preußischer Generalmajor, Träger des Ordens Pour le Mérite
- Oppeln-Bronikowski, Karl Ludwig von (1766–1842), preußischer Generalleutnant und Kommandant von Erfurt
- Oppeln-Bronikowski, Rudolf von (1826–1894), preußischer General der Infanterie und Gouverneur von Metz
- Oppeln-Bronikowski, Xaver Andreas von (* 1752), preußischer Landrat
- Oppelt, Britta (* 1978), deutsche Ruderin
- Oppelt, Kurt (1932–2015), österreichischer Eiskunstläufer
- Oppelt, Marianne (1898–1995), deutsche Malerin, Grafikerin und Textilkünstlerin
- Oppelt, Moritz (* 1989), deutscher Politiker (CDU), MdB
- Oppelt, Peter (* 1966), deutscher Gynäkologe in Linz
- Oppelt, Winfried (1912–1999), deutscher Ingenieur und Hochschullehrer

##### Oppen
- Oppen von Huldenberg, Hans (1852–1918), sächsischer Oberst und Träger hoher Auszeichnungen
- Oppen, Achim von (* 1953), deutscher Historiker
- Oppen, Adolf Friedrich von (1762–1834), preußischer Generalleutnant und zuletzt Brigadechef im Korps „Tauentzien“
- Oppen, Dietrich von (1912–2006), deutscher Sozialethiker
- Oppen, Felix von (* 1966), deutscher Physiker und Hochschullehrer
- Oppen, Gebhard von (1938–2023), deutscher Physiker und Hochschullehrer
- Oppen, Georg von (1795–1876), preußischer Generalmajor
- Oppen, Georg-Sigismund von (1923–2008), deutscher Offizier und Widerstandskämpfer
- Oppen, George (1908–1984), US-amerikanischer Dichter und Autor
- Oppen, Gustav von (1867–1918), preußischer Oberst, Ritter des Ordens Pour le Mérite
- Oppen, Heinrich von (1869–1925), deutscher Verwaltungsbeamter, Rittergutsbesitzer und Parlamentarier
- Oppen, Joachim Friedrich Wilhelm von (1747–1815), preußischer Generalmajor
- Oppen, Joachim von (1879–1948), deutscher Rittergutsbesitzer und Landwirtschaftsfunktionär
- Oppen, Karl von (1824–1896), preußischer Generalleutnant, Kommandant der Festung Breslau
- Oppen, Konrad von (1904–1987), deutscher Politiker (CDU), MdL
- Oppen, Ludwig von (1704–1779), preußischer Oberst und Kommandeur des Kürassierregiments „Prinz von Preußen“, Erbherr auf Fredersdorf
- Oppen, Marko von (* 1970), deutscher Go-Spieler, DDR-Meister, gesamtdeutscher Jugendmeister
- Oppen, Matthias von († 1621), deutscher Kirchenpolitiker und wirtschaftlicher Reformer
- Oppen, Matthias von (1873–1924), preußischer Beamter, Regierungspräsident von Allenstein (1917–1924)
- Oppen, Rudolf von (1855–1927), deutscher Verwaltungsbeamter
- Oppenauer, Rupert Viktor (1910–1969), österreichischer Chemiker
- Oppenberg, August (1896–1971), deutscher Maler
- Oppenberg, Dietrich (1917–2000), deutscher Verleger
- Oppenberg, Ferdinand (1908–1989), deutscher Lyriker und Prosaist
- Oppenfeld, Moritz von (1858–1941), deutscher Verwaltungsbeamter, Rittergutsbesitzer und Parlamentarier
- Oppenhagen, Hans Friderich (1764–1833), dänischer Organist und Orgelbauer
- Oppenhagen, Sonja (* 1948), dänische Schauspielerin und Balletttänzerin
- Oppenheim, Abraham (1804–1878), deutscher Bankier und Mäzen
- Oppenheim, Adolf Leo (1904–1974), österreichisch-amerikanischer Assyriologe
- Oppenheim, Adolph (1816–1894), deutscher Landwirt und Rittergutbesitzer
- Oppenheim, Albert von (1834–1912), deutscher Bankier und KunstsammlerAlbert von Oppenheim (1834–1912)

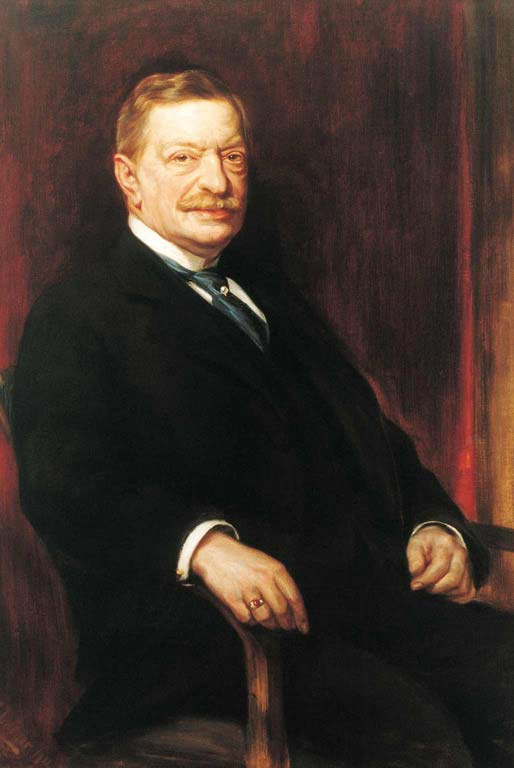
Albert von Oppenheim (1834–1912)

- Oppenheim, Albin (1875–1945), österreichisch-US-amerikanischer Zahnarzt
- Oppenheim, Alexander (1819–1898), deutscher Jurist und Fotograf
- Oppenheim, Alfred (1873–1953), Künstler und Kunstsammler
- Oppenheim, Alfred (1878–1943), deutscher Chemiker und Fabrikant
- Oppenheim, Alfred Freiherr von (1934–2005), deutscher Privatbankier
- Oppenheim, Alphons (1833–1877), deutscher Chemiker und Hochschullehrer
- Oppenheim, Antoni Kazimierz (1915–2008), polnisch-amerikanischer Luftfahrtingenieur
- Oppenheim, Benoit (1842–1931), deutscher Bankier und Kunstsammler
- Oppenheim, Berthold (1867–1942), mährischer Rabbiner
- Oppenheim, Charlotte (1811–1887), deutsche Mäzenin
- Oppenheim, Dagobert (1809–1889), deutscher Unternehmer
- Oppenheim, David, kanadischer Filmproduzent
- Oppenheim, David (1816–1876), mährischer Rabbiner
- Oppenheim, David Ernst (1881–1943), österreichischer Pädagoge, Psychologe und Vertreter der Individualpsychologie
- Oppenheim, Dennis (1938–2011), US-amerikanischer Land- und Body-Art-Künstler
- Oppenheim, Eduard von (1831–1909), deutscher Privatbankier und GestütsbesitzerEduard von Oppenheim (1831–1909)

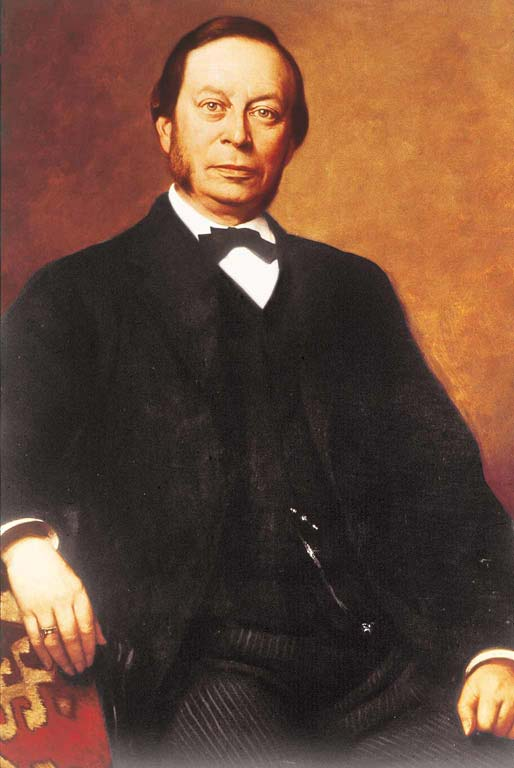
Eduard von Oppenheim (1831–1909)

- Oppenheim, Edward Phillips (1866–1946), englischer Schriftsteller
- Oppenheim, Emil von (1862–1956), deutscher Privatbankier
- Oppenheim, Franz (1852–1929), deutscher Chemiker, Industrieller und Kunstsammler
- Oppenheim, Friedrich Carl von (1900–1978), deutscher Bankier und Europapolitiker
- Oppenheim, Friedrich Wilhelm (1799–1852), deutscher Arzt
- Oppenheim, Guido (1862–1942), luxemburgischer Maler
- Oppenheim, Hans (1892–1965), deutsch-britischer Pianist und Dirigent
- Oppenheim, Hans-Ferdinand (1878–1952), deutscher Verfolgter des Naziregimes und Hochschullehrer
- Oppenheim, Heinrich (* 1889), österreichischer Fußballspieler und -trainer
- Oppenheim, Heinrich Bernhard (1819–1880), deutscher Freihändler, Jurist, Völkerrechtler, Publizist und Philosoph und Politiker (DFP), MdR
- Oppenheim, Henry (1835–1912), deutscher Bankier
- Oppenheim, Hermann (1857–1919), deutscher NeurologeHermann Oppenheim (1857–1919)

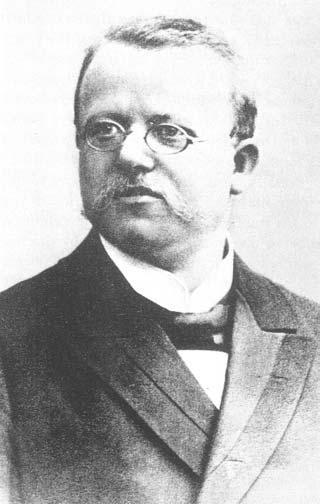
Hermann Oppenheim (1857–1919)

- Oppenheim, Hugo (1847–1921), deutscher Bankier und Gutsbesitzer
- Oppenheim, Ida (1864–1935), deutsche Schriftstellerin
- Oppenheim, Irwin (1929–2014), US-amerikanischer Physiker und Physikochemiker
- Oppenheim, James (1882–1932), US-amerikanischer Poet, Autor und Herausgeber
- Oppenheim, Joachim Heinrich (1832–1891), mährischer Rabbiner
- Oppenheim, Jonathan, britischer theoretische Physiker und Hochschullehrer
- Oppenheim, Joost J. (* 1934), US-amerikanischer Immunologe
- Oppenheim, Kurt (1886–1947), deutscher Unternehmer, Manager und Chemiker
- Oppenheim, Lassa (1858–1919), deutscher Jurist
- Oppenheim, Leo Paul (1863–1934), deutscher Geologe und Paläontologe
- Oppenheim, Louis (1879–1936), deutscher Gebrauchsgraphiker und Künstler
- Oppenheim, Margarete (1857–1935), deutsche Kunstsammlerin
- Oppenheim, Martin Wilhelm (1781–1863), deutscher Bankier
- Oppenheim, Max (1876–1947), deutscher Chasan, Rabbinerassistent und der letzte Lehrer an der jüdischen Schule in Düren
- Oppenheim, Max von (1860–1946), deutscher Diplomat und ArchäologeMax von Oppenheim (1860–1946)

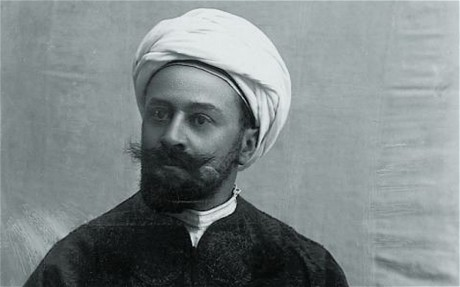
Max von Oppenheim (1860–1946)

- Oppenheim, Menashe (1905–1973), jiddischsprachiger Schauspieler und Sänger in Polen und den USA
- Oppenheim, Meret (1913–1985), deutsch-schweizerische surrealistische Künstlerin und Lyrikerin
- Oppenheim, Michel (1885–1963), deutscher Beamter und Kulturdezernent in Mainz
- Oppenheim, Moritz Daniel (1800–1882), deutscher Porträt- und Historienmaler
- Oppenheim, Otto Georg (1817–1909), deutscher Jurist und Obertribunalrat
- Oppenheim, Paul (1885–1977), deutscher Chemiker, Philosoph, Privatgelehrter und Industrieller
- Oppenheim, Philippus (1899–1949), deutscher Benediktiner und Liturgiewissenschaftler
- Oppenheim, Phillip (* 1956), britischer Geschäftsmann und Politiker der Conservative Party
- Oppenheim, Robert (1882–1956), deutscher Privatbankier
- Oppenheim, Roy (1940–2025), Schweizer Kulturpublizist und ehemaliger Radio- und Fernsehmanager
- Oppenheim, Rudolph (1811–1871), deutscher Kaufmann, Bankier und Konsul
- Oppenheim, Salomon junior (1772–1828), deutscher Bankier
- Oppenheim, Samuel (1857–1928), österreichischer Astronom
- Oppenheim, Simon (1803–1880), Bankier
- Oppenheim, Simon Alfred Franz Emil von (1864–1932), deutscher Bankier und Teilhaber des Kölner Bankhauses Sal
- Oppenheim, Yves (1948–2022), französischer Maler
- Oppenheim-Barnes, Sally, Baroness Oppenheim-Barnes (1928–2025), britische Politikerin (Conservative Party)
- Oppenheim-Jonas, Edith (1907–2001), deutsch-schweizerische Malerin, Zeichnerin und Karikaturistin
- Oppenheimer, Alan (* 1930), US-amerikanischer Schauspieler und SynchronsprecherAlan Oppenheimer (* 1930)

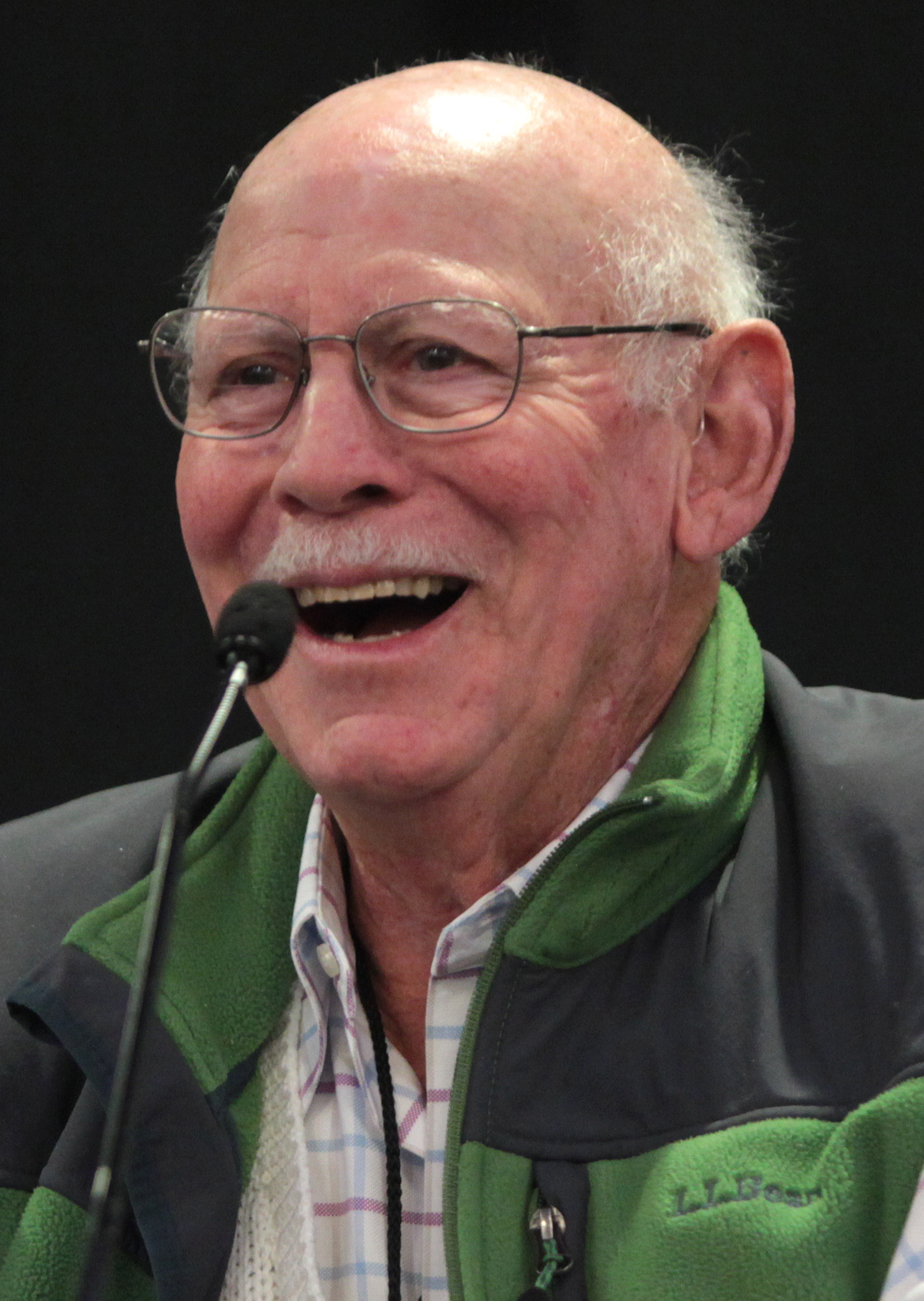
Alan Oppenheimer (* 1930)

- Oppenheimer, Albert (1814–1897), deutscher Bankier
- Oppenheimer, Carl (1874–1941), deutscher Biochemiker
- Oppenheimer, Charles (1836–1900), deutscher, später britischer, Diplomat und Konsul
- Oppenheimer, David (1664–1736), Oberrabbiner von Prag, Landesrabbiner von Mähren und Böhmen und ein jüdischer Schriftgelehrter
- Oppenheimer, David (1834–1897), deutsch-kanadischer Geschäftsmann und Politiker
- Oppenheimer, Deborah, US-amerikanische Filmproduzentin
- Oppenheimer, Ena (* 1972), deutsche Künstlerin
- Oppenheimer, Ernest (1880–1957), britischer Diamantenhändler
- Oppenheimer, Felix (1874–1938), österreichischer Schriftsteller
- Oppenheimer, Frank (1912–1985), US-amerikanischer Physiker, der am Manhattan-Projekt arbeitete
- Oppenheimer, Franz (1864–1943), deutscher Soziologe und NationalökonomFranz Oppenheimer (1864–1943)

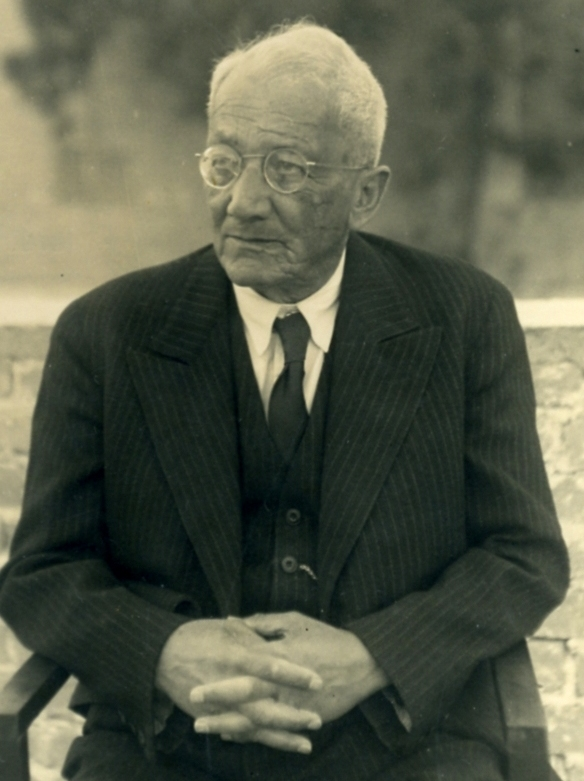
Franz Oppenheimer (1864–1943)

- Oppenheimer, Fritz Ernst (1898–1968), deutschamerikanischer Rechtsanwalt
- Oppenheimer, Georg (1805–1884), deutscher Jurist
- Oppenheimer, George (1900–1977), US-amerikanischer Drehbuchautor und Liedtexter
- Oppenheimer, Gertrud (1893–1948), deutsche Chemikerin
- Oppenheimer, Günter (1924–2003), deutscher Pianist, Dirigent und Komponist
- Oppenheimer, Hans (1901–1945), deutscher Soziologe
- Oppenheimer, Harry (1908–2000), südafrikanischer Geschäftsmann
- Oppenheimer, Hillel (1899–1971), deutsch-israelischer Botaniker
- Oppenheimer, Hirsch (1794–1870), deutscher Kaufmann und Stifter
- Oppenheimer, Jakob (1879–1941), deutsch-jüdischer Kunsthändler
- Oppenheimer, Jane (1911–1996), amerikanische Embryologin und Wissenschaftshistorikerin
- Oppenheimer, Johanna (1872–1942), deutsche Malerin
- Oppenheimer, Johannes (1918–2007), deutscher Jurist, Vizepräsident des Bundesverwaltungsgerichtes
- Oppenheimer, Joseph (1876–1966), deutscher Landschafts- und Porträtmaler
- Oppenheimer, Joseph Süß (1698–1738), deutscher Finanzmakler und Bankier
- Oppenheimer, Joshua (* 1974), US-amerikanischer Filmregisseur
- Oppenheimer, Julius Philipp (1812–1869), Kaufmann und Politiker der Freien Stadt Frankfurt
- Oppenheimer, Katherine (1910–1972), deutsch-amerikanische Botanikerin, Ehefrau von Robert OppenheimerKatherine Oppenheimer (1910–1972)

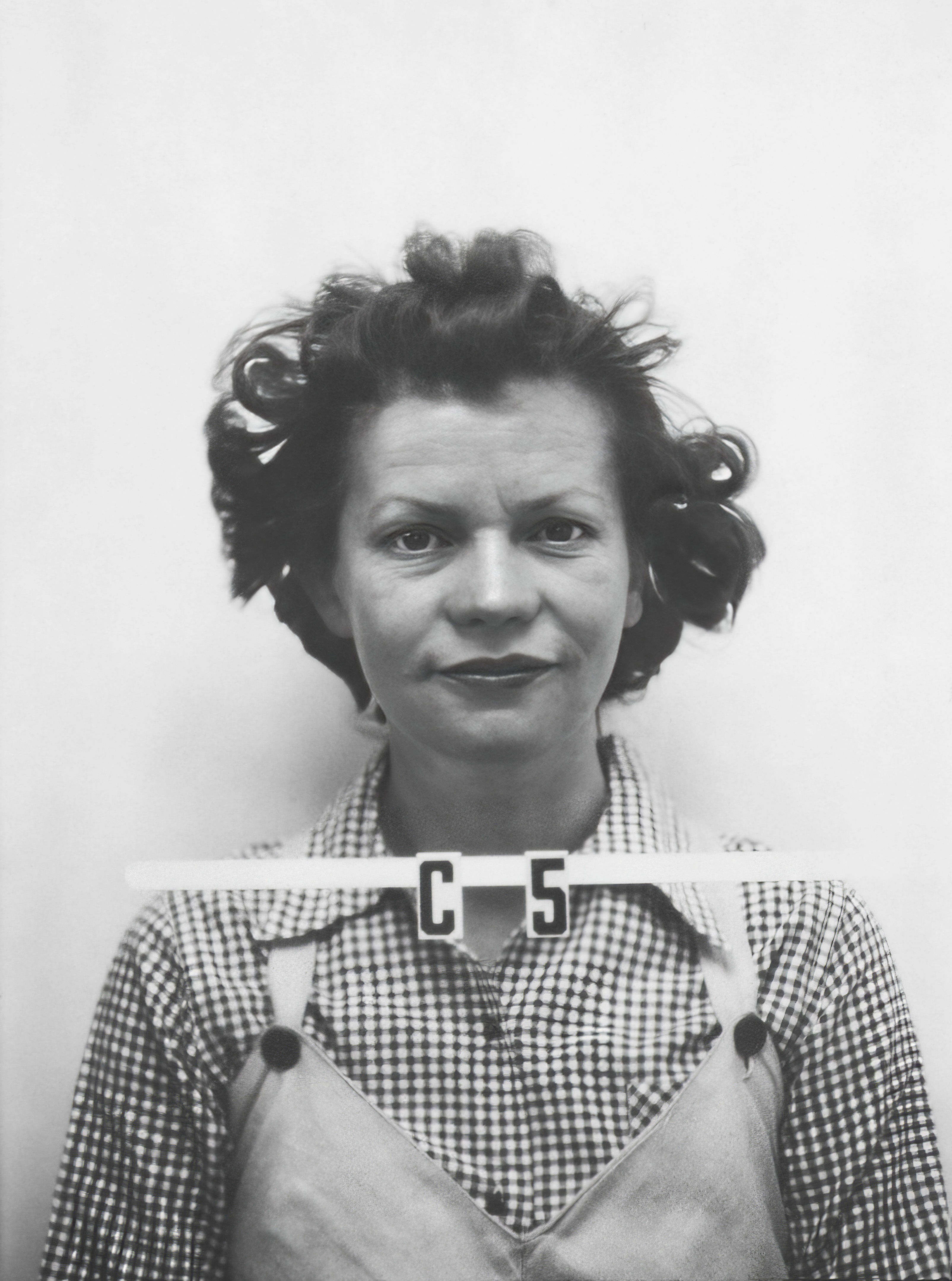
Katherine Oppenheimer (1910–1972)

- Oppenheimer, Klara (1867–1943), erste Ärztin mit eigener Praxis in Würzburg
- Oppenheimer, Klaus (1905–1986), niederländischer evangelischer Theologe deutscher Herkunft
- Oppenheimer, Leon (1841–1912), jüdischer Arzt, Hochschullehrer und königlich-bayerischer Hofrat
- Oppenheimer, Ludwig von (1843–1909), österreichischer Großgrundbesitzer und Politiker
- Oppenheimer, Ludwig Yehuda (1897–1979), deutsch-israelischer Agrarökonom
- Oppenheimer, Margarethe (1892–1942), deutsche Waisenhausleiterin und NS-Opfer
- Oppenheimer, Max (1885–1954), österreichischer Maler
- Oppenheimer, Max (1919–1994), deutscher Publizist, Historiker, Gewerkschafter und Politiker (KPD)
- Oppenheimer, Moritz (1879–1934), deutscher Kaufmann, Opfer der als Röhm-Putsches
- Oppenheimer, Moritz James (1879–1941), deutscher Unternehmer, Pferdesportler und NS-Opfer
- Oppenheimer, Nicky (* 1945), südafrikanischer Unternehmer
- Oppenheimer, Olga (1886–1941), deutsche Malerin und Grafikerin des Expressionismus
- Oppenheimer, Otto (1875–1951), jüdischer Tuchgroßhändler in Bruchsal
- Oppenheimer, Peer J. (1920–2018), deutschamerikanischer Filmproduzent und Drehbuchautor
- Oppenheimer, Robert (1904–1967), amerikanischer PhysikerRobert Oppenheimer (1904–1967)

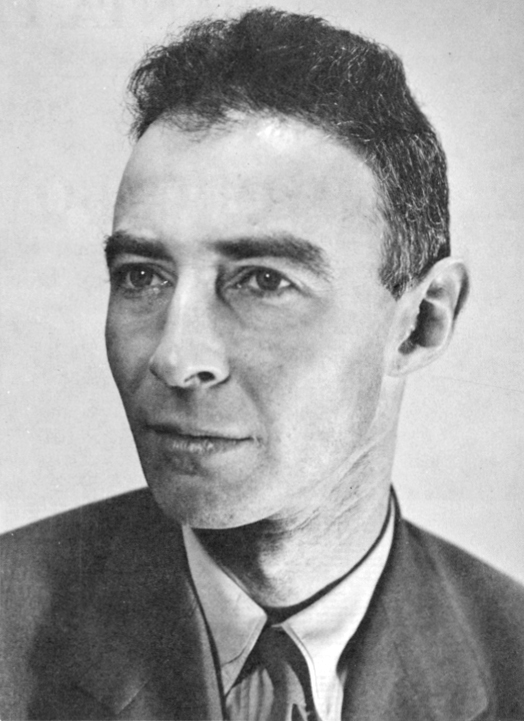
Robert Oppenheimer (1904–1967)

- Oppenheimer, Rosa (1887–1943), deutsch-jüdische Kunsthändlerin
- Oppenheimer, Samuel (1630–1703), Geldleiher, Armeelieferant, Hofverwalter und Diplomat im Heiligen Römischen Reich
- Oppenheimer, Sara (1844–1906), deutsche Opernsängerin
- Oppenheimer, Sarah (* 1972), US-amerikanische Künstlerin
- Oppenheimer, Sean (* 1967), nauruischer Politiker
- Oppenheimer, Simon Wolf († 1726), Hofjude, Kaufmann und braunschweig-lüneburgischer Bankier in Hannover
- Oppenheimer, Stephen (* 1947), britischer Arzt
- Oppenheimer, Thomas (* 1988), deutscher Eishockeyspieler
- Oppenheimer, Zacharias (1773–1827), deutscher Fabrikant
- Oppenheimer, Zacharias (1830–1904), deutscher Mediziner und Hochschullehrer
- Oppenhejm, Ralph (1924–2008), dänischer Schriftsteller, Überlebender des Holocaust
- Oppenhoff, Franz (1902–1945), deutscher Jurist, Oberbürgermeister von AachenFranz Oppenhoff (1902–1945)

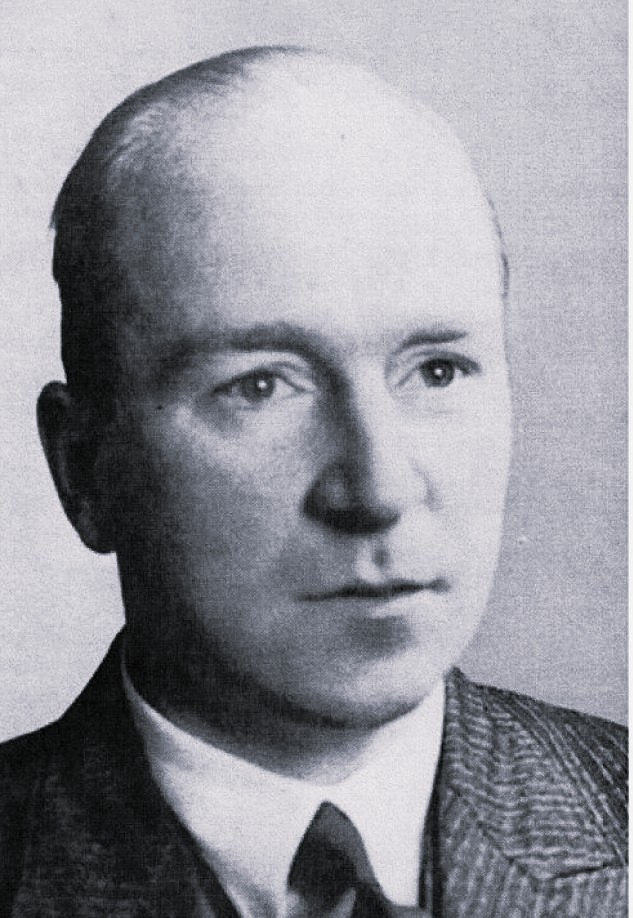
Franz Oppenhoff (1902–1945)

- Oppenhoff, Friedrich (1811–1875), deutscher Jurist und Politiker
- Oppenhoff, Joseph (1868–1958), deutscher Jurist
- Oppenhoff, Karl Edmund Joseph (1807–1854), Oberbürgermeister von Bonn
- Oppenhoff, Theodor (1820–1899), deutscher Landgerichtspräsident und Geheimer Oberjustizrat
- Oppenhoff, Walter (1905–2001), deutscher Rechtsanwalt
- Oppenländer, Hermann (1900–1973), deutscher hauptamtlicher Kreisleiter der NSDAP
- Oppenländer, Karl Heinrich (1932–2014), deutscher Ökonom
- Oppenländer, Kurt (1892–1947), deutscher Generalleutnant, Kommandeur der 305. Infanterie-Division
- Oppenoorth, Willem Johannes (1847–1905), niederländischer Landschaftsmaler und Aquarellist
- Oppenrieder, Barbara (* 1962), deutsche Bildhauerin und Grafikerin
- Oppenrieder, Karl (1923–2017), deutscher Bildhauer und Steinmetz
- Oppens, Ursula (* 1944), US-amerikanische klassische Pianistin

##### Opper
- Opper de Blowitz, Henri (1825–1903), französischer Journalist, Pariser Chefkorrespondent der Times
- Opper, Barry (* 1941), amerikanischer Filmproduzent
- Opper, Don Keith (* 1949), amerikanischer Schauspieler und Drehbuchautor
- Opper, Frederick Burr (1857–1937), US-amerikanischer Comiczeichner und Illustrator
- Opper, Niko (* 1992), deutscher Fußballspieler
- Opperbeck, Josef (1900–1973), deutscher Kaufmann und SS-Führer
- Opperman, Dirk Johannes (1914–1985), südafrikanischer Schriftsteller
- Opperman, Ella Scoble (1873–1969), US-amerikanische Musikpädagogin, Organistin und Pianistin
- Opperman, Hubert (1904–1996), australischer Radrennfahrer und Politiker
- Oppermann, Aloísio Roque (1936–2014), brasilianischer Ordensgeistlicher, römisch-katholischer Erzbischof von Uberaba
- Oppermann, Andreas (1827–1896), deutscher Jurist sowie Reise- und Kunstschriftsteller
- Oppermann, Anna (1940–1993), deutsche bildende KünstlerinAnna Oppermann (1940–1993)

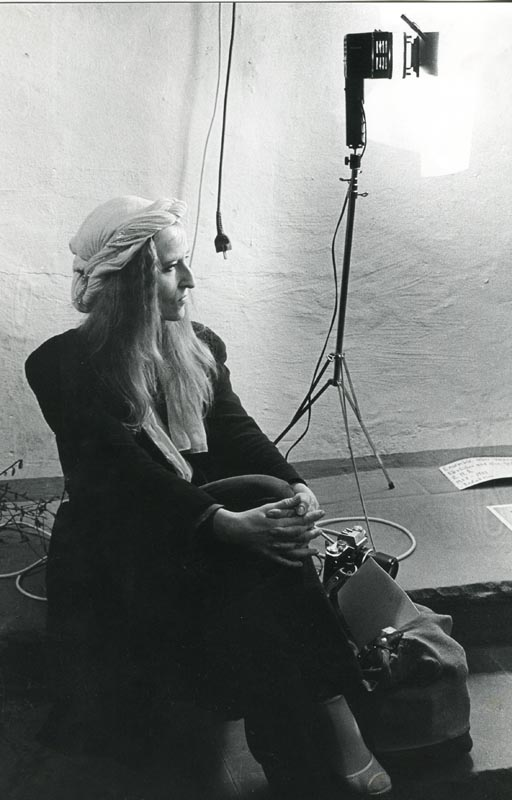
Anna Oppermann (1940–1993)

- Oppermann, Anne (* 1961), deutsche Politikerin (CDU), MdL
- Oppermann, August von (1821–1892), preußischer Generalmajor und Inspekteur der 4. Ingenieur-Inspektion
- Oppermann, Bernd H. (* 1956), deutscher Rechtswissenschaftler und Hochschullehrer
- Oppermann, Bernhard (1853–1917), deutscher Reichsgerichtsrat
- Oppermann, Bettina (* 1960), deutsche Stadtplanerin und Hochschullehrerin
- Oppermann, Carl Eduard (* 1811), deutscher Verwaltungsjurist und Politiker
- Oppermann, Christian (1850–1911), deutscher Verwaltungsjurist und Kommunalbeamter
- Oppermann, Claus (1589–1626), Münzmeister zur Kipper und Wipperzeit
- Oppermann, Dagmar (* 1963), deutsche Juristin und Richterin am Bundessozialgericht
- Oppermann, Ewald (1896–1965), deutscher Politiker (NSDAP), MdR, MdL, Generalkommissar für den Generalbezirk Nikolajew im Reichskommissariat Ukraine
- Oppermann, Frank (* 1966), deutscher Musicaldarsteller, Schauspieler, Regisseur, Sänger und Theaterleiter
- Oppermann, Gisele (* 1987), deutsch-brasilianisches Model
- Oppermann, Hans (1886–1946), deutscher Verwaltungsjurist und Landrat
- Oppermann, Hans (1895–1982), deutscher Klassischer Philologe
- Oppermann, Heinrich (1934–2023), deutscher Chemiker, Hochschullehrer und Schriftsteller
- Oppermann, Heinrich Albert (1812–1870), deutscher Schriftsteller
- Oppermann, Heinrich Julius († 1811), deutscher Gymnasiallehrer, Hochschuldozent und Baubeamter in Göttingen
- Oppermann, Heinz (1882–1958), deutscher Manager der Gummiindustrie
- Oppermann, Helmut (1953–2015), deutscher Künstler
- Oppermann, Hermann (1824–1912), deutscher Journalist und Verlagsbuchhändler
- Oppermann, Jörg (* 1985), deutscher Springreiter
- Oppermann, Julius (1825–1880), deutscher Journalist
- Oppermann, Jürgen (* 1947), deutscher Unternehmer und Autorennfahrer
- Oppermann, Karl (1766–1831), hessisch-russischer Militäringenieur und Kartograf
- Oppermann, Karl (1881–1946), deutscher Bauingenieur, Regierungsbaurat und Schriftsteller
- Oppermann, Karl (1930–2022), deutscher MalerKarl Oppermann (1930–2022)

Karl Oppermann (1930–2022)

- Oppermann, Karl Friedrich (1889–1969), deutscher Eisenbahn-Bauingenieur und -Manager
- Oppermann, Karl Uwe (* 1944), deutscher Politiker (CDU), MdBB
- Oppermann, Karl-Friedrich (1944–2016), deutscher evangelischer Theologe und Pastor sowie Sachbuch-Herausgeber
- Oppermann, Lea-Lina (* 1998), deutsche Schriftstellerin
- Oppermann, Leo (* 2001), deutscher Fußballtorwart
- Oppermann, Lothar (1930–2019), deutscher SED-Funktionär, Leiter der Abteilung Volksbildung des ZK der SED
- Oppermann, Ludvig (1817–1883), dänischer Mathematiker
- Oppermann, Luzia (* 1994), österreichische Schauspielerin
- Oppermann, Manfred (* 1941), deutscher klassischer Archäologe
- Oppermann, Manfred (1951–2023), deutscher Politiker (SPD), MdBB
- Oppermann, Matthias (* 1956), deutscher Psychoanalytiker und Maler
- Oppermann, Matthias (* 1974), deutscher HistorikerMatthias Oppermann (* 1974)

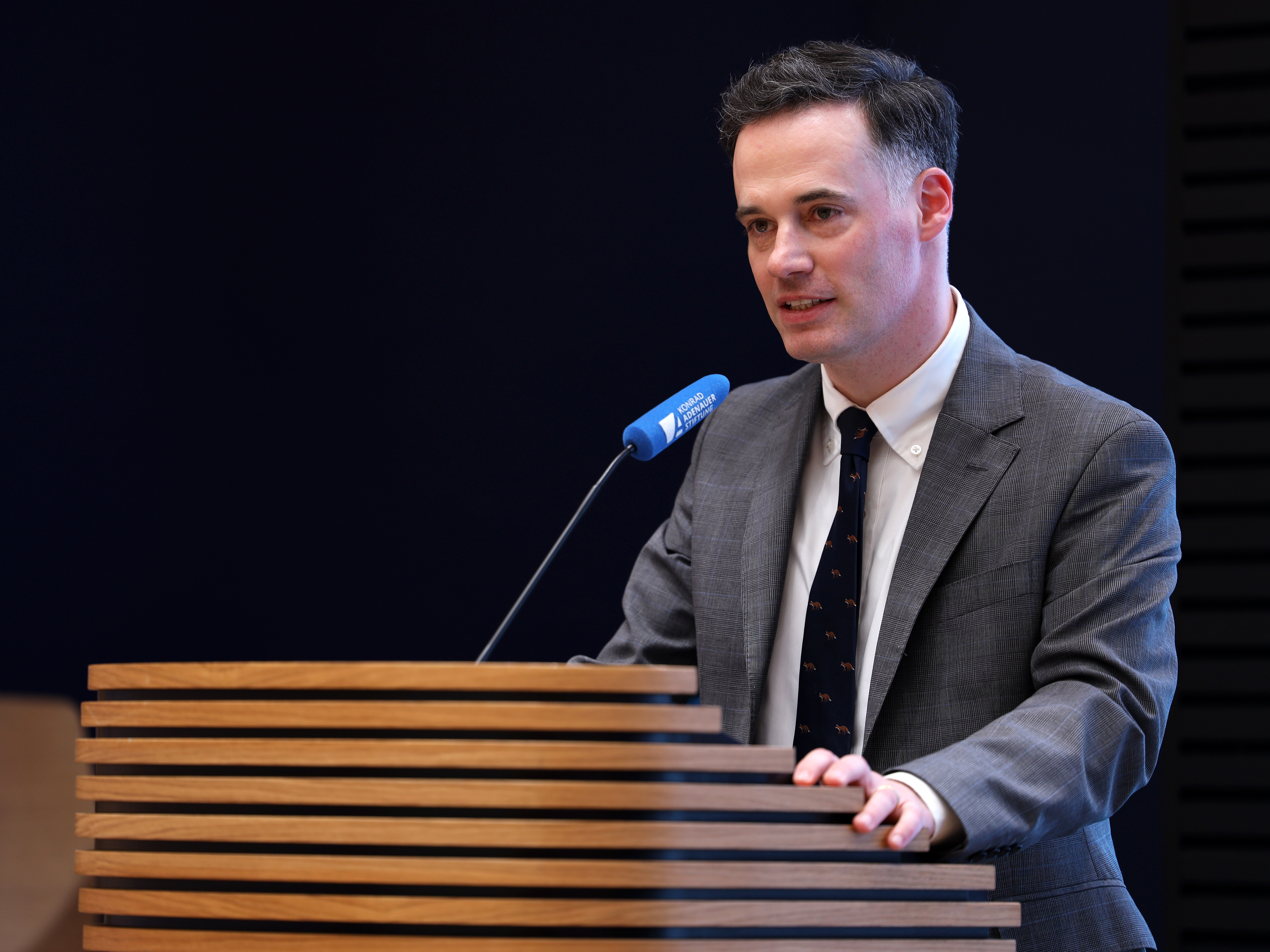
Matthias Oppermann (* 1974)

- Oppermann, Michael Friedrich (1800–1883), deutscher Pädagoge und Handelsschulleiter
- Oppermann, Otto (1873–1946), deutsch-niederländischer Mediävist
- Oppermann, Otto Ernst (1764–1851), deutscher Arzt und Tierpräparator
- Oppermann, Paul, deutscher Fußballspieler
- Oppermann, Paul (1872–1944), deutscher Generalmajor
- Oppermann, Roland (1933–2025), deutscher Generalmajor der Bundeswehr
- Oppermann, Rüdiger (* 1954), deutscher Musiker
- Oppermann, Siemer (1934–2023), deutscher Klassischer Philologe und Archäologe
- Oppermann, Theo (1893–1974), deutscher Unternehmer, Buchdrucker, Zeitungsverleger, Herausgeber und Chefredakteur
- Oppermann, Theodor (1889–1945), deutscher Politiker (NSDAP), MdR
- Oppermann, Thomas (1931–2019), deutscher Staatsrechtler und Hochschullehrer
- Oppermann, Thomas (1954–2020), deutscher Politiker (SPD), MdL, MdBThomas Oppermann (1954–2020)

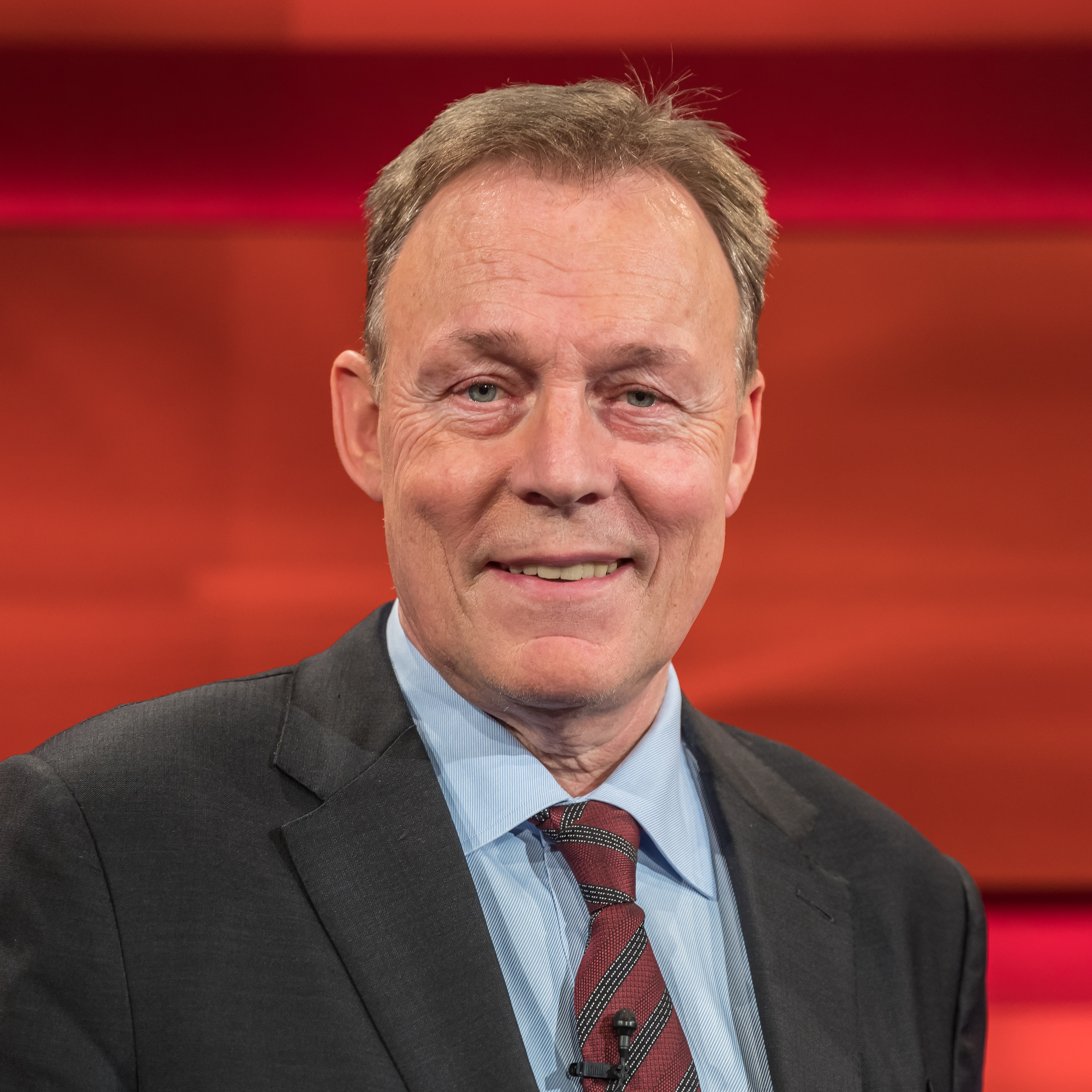
Thomas Oppermann (1954–2020)

- Oppermann, Wolfgang (1937–2001), deutscher Maler, Grafiker und Bildhauer der Pop-Art und Konzeptkunst
- Oppers, Heinz (1920–2006), deutscher Verwaltungsbeamter
- Oppers, Rüdiger (* 1960), deutscher Chefredakteur
- Oppersdorff, Eduard Karl von (1844–1924), deutscher Großgrundbesitzer, Bergwerksunternehmer und K.u.k. Hofbeamter
- Oppersdorff, Eduard von (1800–1889), deutscher Majoratsherr und Politiker, MdR
- Oppersdorff, Franz von (1778–1818), schlesischer Adliger und Herr der Ortschaft Oberglogau
- Oppersdorff, Hans Georg von (1866–1948), deutscher Fideikommissherr, Verbandsvertreter und Politiker (Zentrum), MdR
- Oppersdorff, Hans von (1832–1877), deutscher Großgrundbesitzer, MdR
- Opperskalski, Michael (* 1957), deutscher Autor
- Oppert, Ernst (1832–1903), deutscher Fondsmakler und Koreaforscher
- Oppert, Gustav Salomon (1836–1908), deutscher Indologe und Orientalist
- Oppert, Jules (1825–1905), deutsch-französischer Philologe und Altorientalist

##### Oppew
- Oppewall, Jeannine C. (* 1946), US-amerikanische Filmarchitektin

#### Oppi
- Oppi, Ubaldo (1889–1942), italienischer Maler
- Oppian, griechischer Grammatiker und Verfasser eines Lehrgedichts
- Oppie, Louis (* 2002), deutscher Fußballspieler
- Oppikofer, Ernst (1874–1951), Schweizer Arzt, Otorhinolaryngologe, Klinikleiter, Hochschullehrer und Autor
- Oppikofer, Hans (1901–1950), schweizerisch-deutscher Rechtswissenschaftler
- Öppinger-Walchshofer, Brigitte (* 1956), österreichische Diplomatin
- Oppitz, Amand (1869–1947), österreichischer Priester, Abt des Wiener Schottenstifts
- Oppitz, Gerhard (* 1953), deutscher PianistGerhard Oppitz (* 1953)

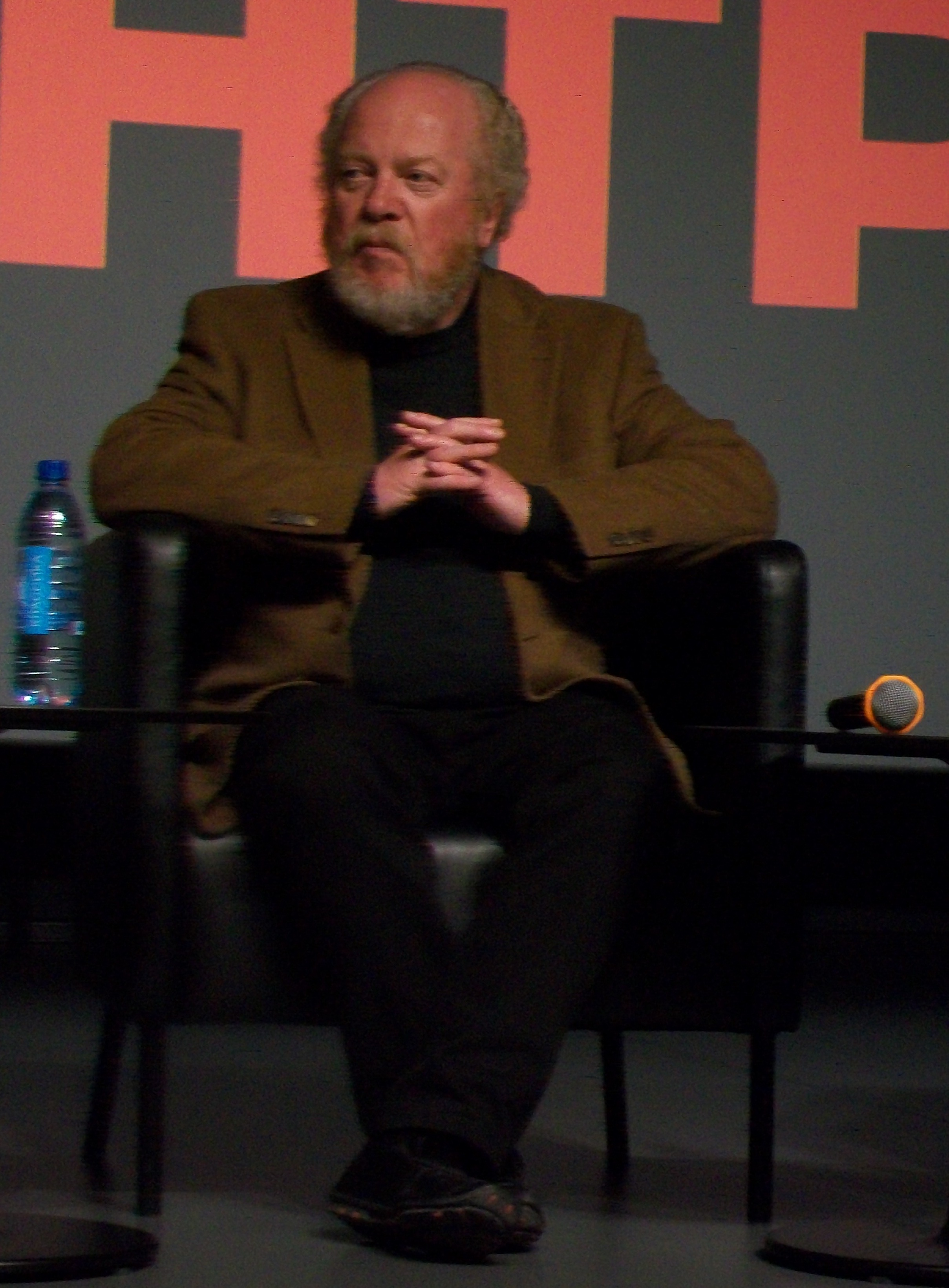
Gerhard Oppitz (* 1953)

- Oppitz, Klaus (* 1971), österreichischer Autor
- Oppitz, Manuel (1895–1953), österreichischer Schriftsteller und Mittelschullehrer
- Oppitz, Michael (* 1942), deutscher Ethnologe
- Oppitz, Ulrich-Dieter (* 1939), deutscher Verwaltungsjurist
- Oppitz, Volker (* 1931), deutscher Wirtschafts- und Finanzmathematiker, Ökonom und Sportfunktionär
- Oppitz, Volker (* 1978), deutscher Fußballspieler und -funktionär
- Oppitz-Plörer, Christine (* 1968), österreichische PolitikerinChristine Oppitz-Plörer (* 1968)
- Oppius, antiker römischer Toreut

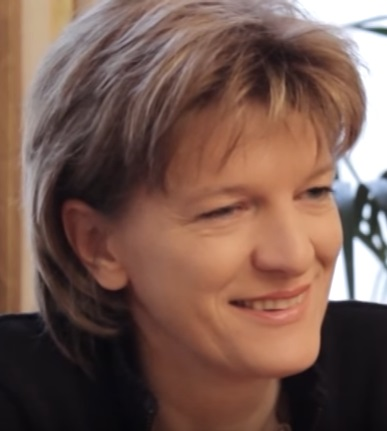
Christine Oppitz-Plörer (* 1968)

- Oppius Bassus, Gaius, römischer Offizier (Kaiserzeit)
- Oppius Hermes, Gaius, antiker römischer Toreut
- Oppius Priscus, Publius, antiker römischer Toreut
- Oppius Sabinus, Gaius, Konsul 84
- Oppius Statianus († 36 v. Chr.), römischer Feldherr
- Oppius, Gaius, römischer Ritter und Vertrauter Gaius Iulius Caesars sowie Octavians
- Oppizzoni, Carlo (1769–1855), italienischer Kardinal und Erzbischof von Bologna

#### Oppl
- Oppland, Dan (* 1984), US-amerikanischer Basketballspieler
- Oppler, Alexander (1869–1937), deutscher Bildhauer
- Oppler, Alfred (1893–1982), deutsch-amerikanischer Jurist
- Oppler, Berthold (1871–1943), deutscher Internist und Immunologe
- Oppler, Edwin (1831–1880), deutscher Architekt
- Oppler, Ernst (1867–1929), deutscher Maler und RadiererErnst Oppler (1867–1929)

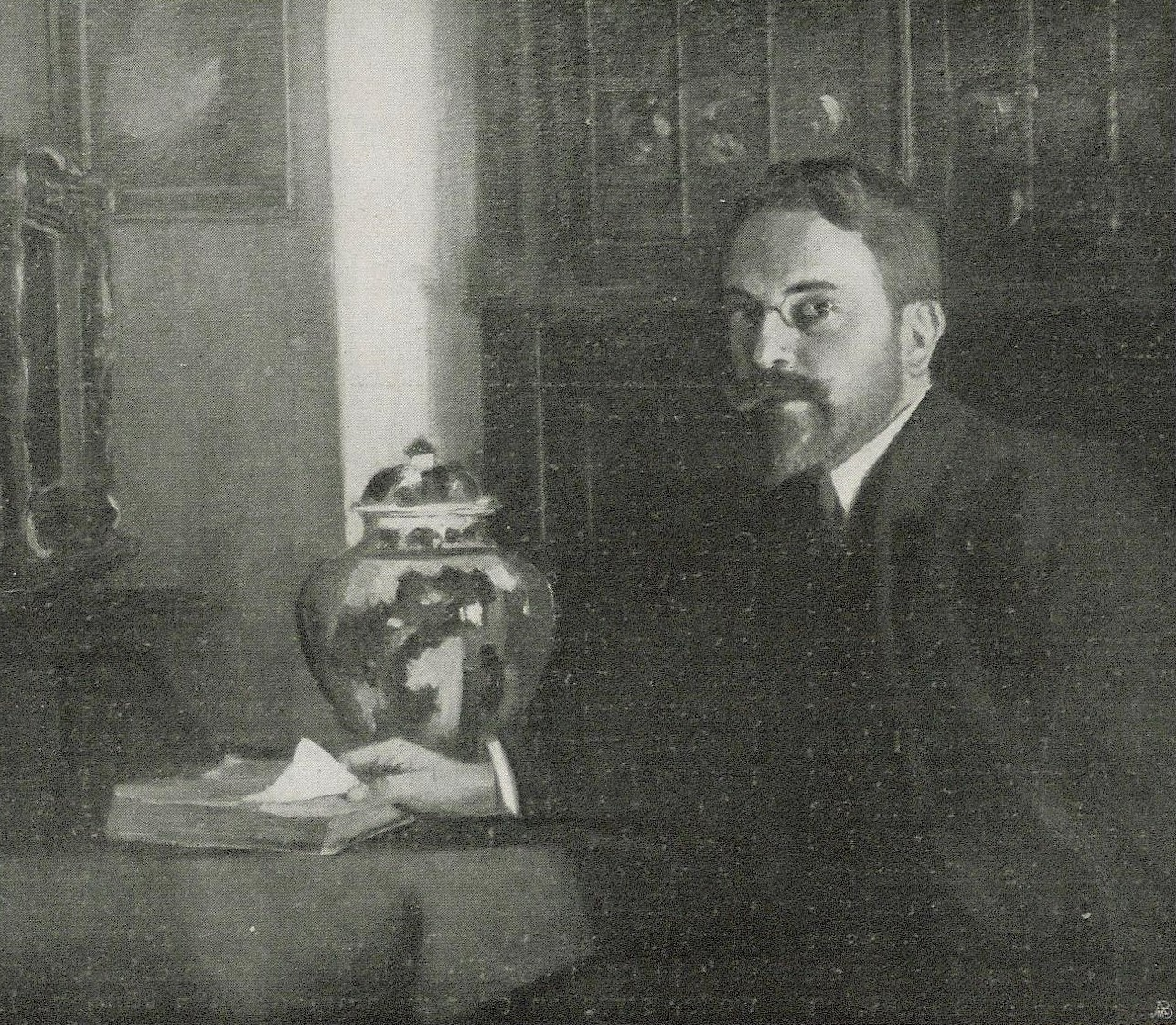
Ernst Oppler (1867–1929)

- Oppler, Friedrich (1888–1966), deutscher Jurist und Autor
- Oppler, Kurt (1902–1981), deutscher Diplomat
- Oppler, Siegmund (1873–1942), deutscher Rechtsanwalt und Notar, Börsensyndikus und Stiftungsverwalter
- Oppler, Wolfgang (* 1956), deutscher Autor
- Oppler-Legband, Else (1875–1965), deutsche Architektin, Innenarchitektin, Künstlerin/Kunsthandwerkerin, Kostümbildnerin und Modeschöpferin
- Oppliger, Christian, Schweizer Berufsoffizier (Brigadier)
- Oppliger, Emanuel (* 1975), schweizerisch-australischer Snowboarder
- Oppliger, Fritz (1861–1932), Schweizer Fachlehrer, Paläontologe, Geologe und Sachbuchautor
- Oppliger, Martine (* 1957), Schweizer Langstreckenläuferin
- Oppliger, Paulo (* 1971), chilenischer Skirennläufer
- Oppliger, Simone (1947–2006), Schweizer Fotografin

#### Oppm
- Oppman, Artur (1867–1931), polnischer Schriftsteller

#### Oppo
- Oppo, Franco (1935–2016), italienischer Komponist
- Oppo, Stefano (* 1994), italienischer Ruderer
- Oppokow, Georgi Ippolitowitsch (1888–1938), russischer Politiker
- Oppolzer, Alfred (* 1946), deutscher Soziologe und Sozialökonom mit den Arbeitsschwerpunkten Betriebs- und Industriesoziologie, Arbeits- sowie Gesundheitswissenschaften
- Oppolzer, Anna (* 1983), deutsche Spieleautorin
- Oppolzer, Daniel (* 1989), deutscher Eishockeyspieler
- Oppolzer, Egon von (1869–1907), österreichischer Astronom
- Oppolzer, Johann (1808–1871), österreichischer Mediziner
- Oppolzer, Siegfried (1929–2005), deutscher Universitätspräsident
- Oppolzer, Theodor (1841–1886), österreichischer Astronom
- Oppolzer, Wolfgang (1937–1996), österreichisch-schweizerischer Chemiker
- Oppong, Marvin (* 1982), deutscher JournalistMarvin Oppong (* 1982)

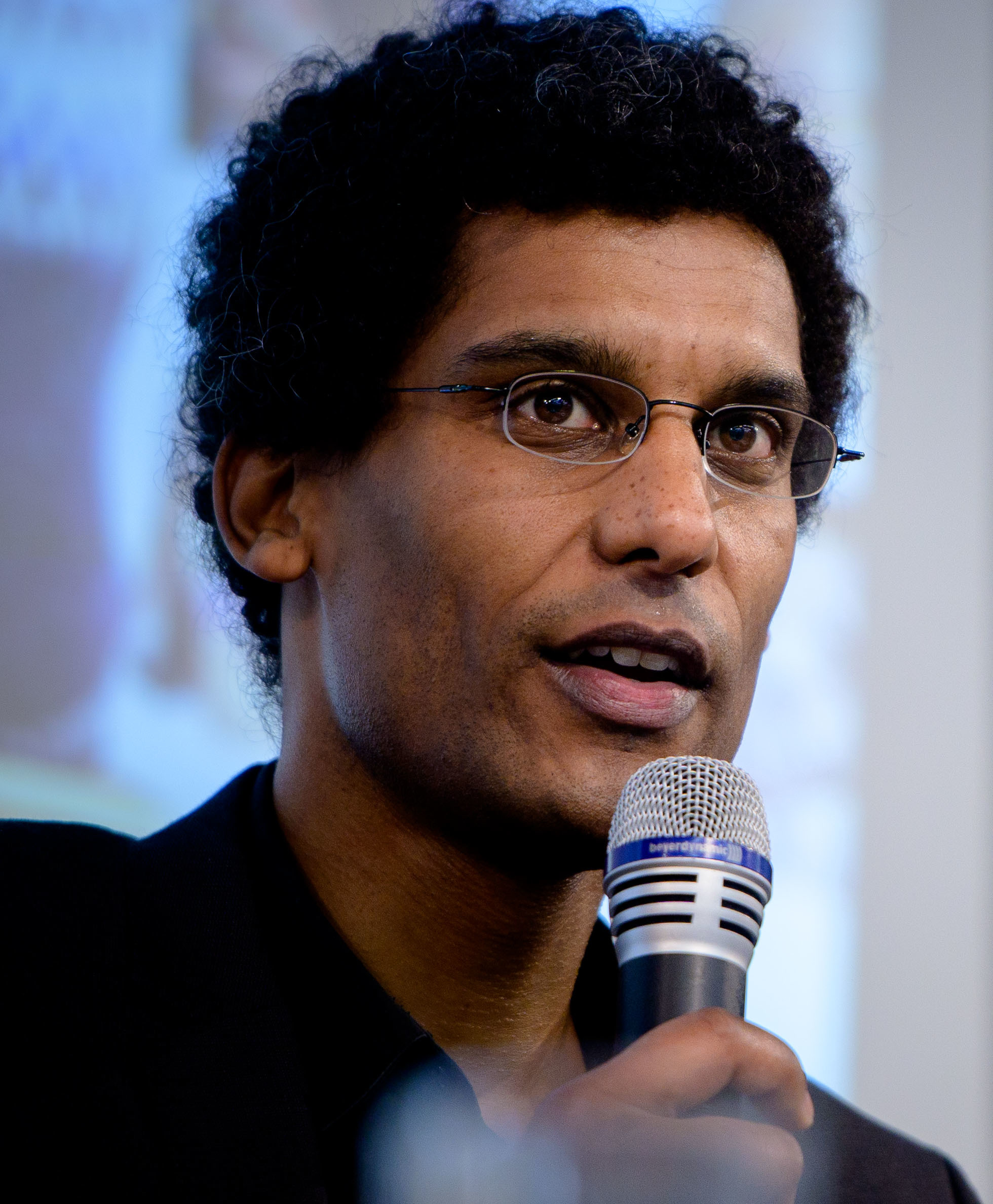
Marvin Oppong (* 1982)

- Oppong, Samuel (* 1998), österreichischer Fußballspieler
- Opportuna von Sées († 770), Äbtissin und Heilige

#### Oppu
- Oppurg, Franz (1948–1981), österreichischer Bergsteiger

### Opr
- Opramoas, Wohltäter (Euerget) in Lykien
- Oprandi, Romina (* 1986), schweizerisch-italienische Tennisspielerin
- Opratko, Benjamin (* 1984), österreichischer Politikwissenschaftler, Hochschullehrer und Publizist
- Opratko, Robert (1931–2018), österreichischer Musiker und Hochschulprofessor
- Oprawil, Emil (1843–1875), österreichischer Verleger und Fotograf
- Oprea, Alin Cristian (* 1986), rumänisch-deutscher Filmmusikkomponist, Pianist, Tonmeister und Regisseur von Musikvideos
- Oprea, Dragoș (* 1982), rumänisch-deutscher Handballspieler und -trainerDragoș Oprea (* 1982)

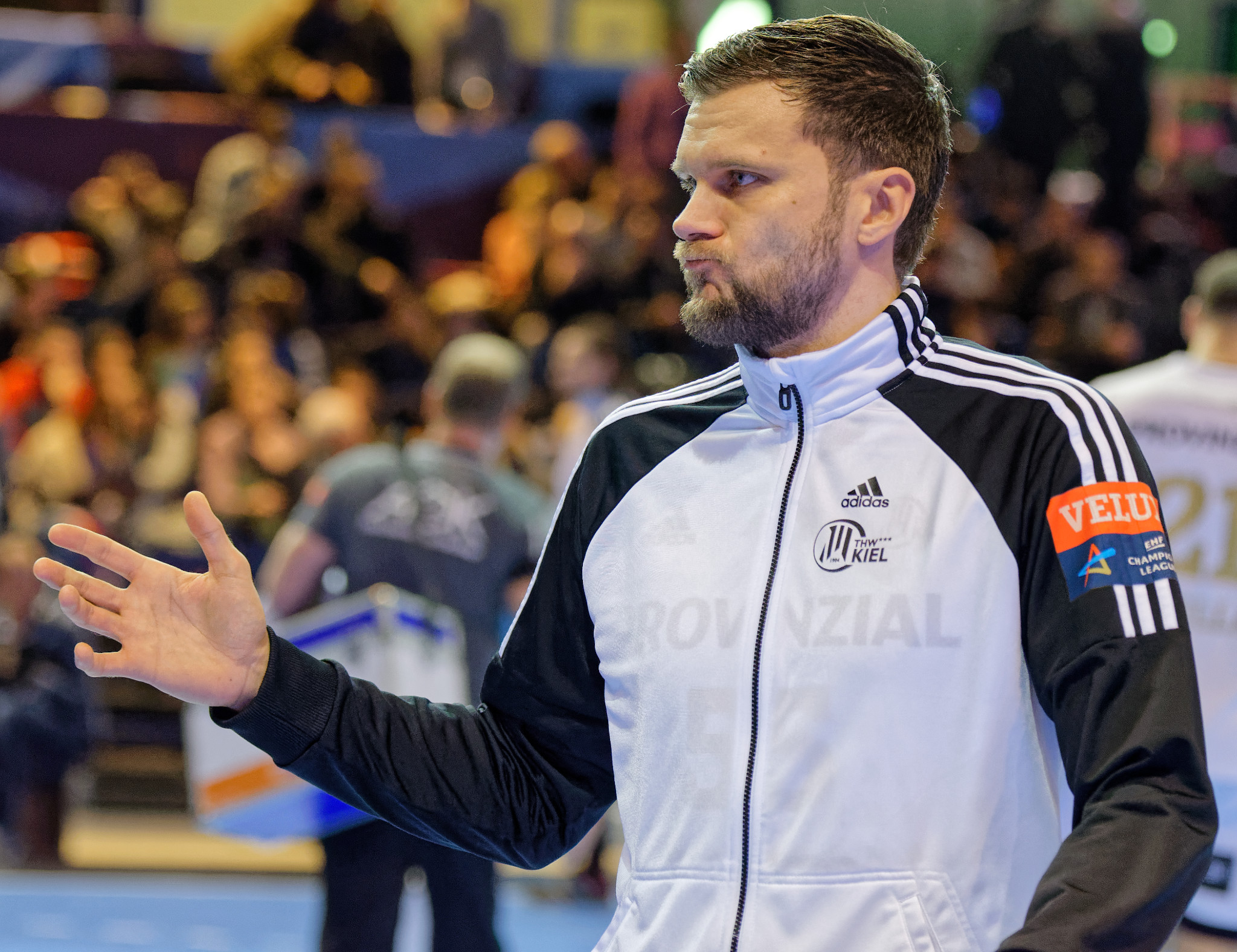
Dragoș Oprea (* 1982)

- Oprea, Elena (* 1953), rumänische Ruderin
- Oprea, Gheorghe (1927–1998), rumänischer Politiker (PCR)
- Oprea, Igor (* 1969), moldauischer Fußballspieler
- Oprea, Laura (* 1994), rumänische Ruderin
- Oprea, Marian (* 1982), rumänischer Dreispringer
- Oprea, Marius (* 1964), rumänischer Historiker, Dichter und Schriftsteller
- Oprea, Olivia (* 1987), rumänische Fußballspielerin
- Oprea, Ovidiu Tudor (* 1976), rumänischer Mountainbikefahrer
- Oprea, Vasile (* 1957), rumänischer Handballspieler und -trainer
- Oprean, Adelina (* 1955), rumänische Violinistin
- Oprecht, Emil (1895–1952), Schweizer Verleger und Buchhändler
- Oprecht, Emmie (1899–1990), Schweizer Verlegerin und Buchhändlerin
- Oprecht, Hans (1894–1978), Schweizer Politiker und Gewerkschafter
- Oprée, Nico (* 1992), deutscher Eishockeyspieler
- Oprescu, Sorin (* 1951), rumänischer Arzt und Politiker
- Opresnik, Marc Oliver (* 1969), deutscher Wirtschaftswissenschaftler, Unternehmensberater und BuchautorMarc Oliver Opresnik (* 1969)

Marc Oliver Opresnik (* 1969)

- Opresnik, Miriam (* 1974), deutsche Journalistin
- Oprießnigg, Michael (* 1793), österreichischer Landwirt und Politiker
- Oprins, Joris (* 1980), niederländischer Filmanimateur
- Oprinsen, Toon (1910–1945), niederländischer Fußballspieler
- Opriș, Mihai (* 1948), rumänischer Architekt
- Opron, Robert (1932–2021), französischer Architekt und Fahrzeugdesigner
- O’Pry, Sean (* 1989), US-amerikanisches ModelSean O’Pry (* 1989)

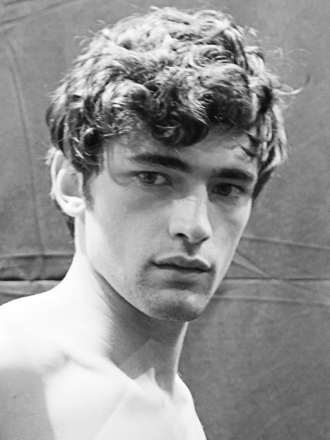
Sean O’Pry (* 1989)

- Opryschko, Oleh (* 1986), ukrainischer Radrennfahrer

### Ops
- Opsahl, Arve (1921–2007), norwegischer Film- und Theaterschauspieler
- Opschruf, Helmut (1909–1992), deutscher Gewichtheber
- Opser, Joachim († 1594), Abt des Klosters St. Gallen (1577–1594)
- Opseth, Kjell (1936–2017), norwegischer Politiker
- Opseth, Silje (* 1999), norwegische Skispringerin
- Opsitaru, Roman (* 1956), rumänischer Basketballspieler
- Opsomer, Jan (* 1966), belgischer Klassischer Philologe und Philosophiehistoriker
- Opsommer, Rik (* 1962), belgischer Historiker
- Opsopoeus, Vincentius († 1539), bayerischer Autor
- Opstad, Steinar (* 1971), norwegischer Dichter
- Opstal, Bartholomäus van († 1694), österreichischer Bildhauer des Barock
- Opstelten, Ivo (* 1944), niederländischer Politiker und Beamter
- Opstraet, Johannes (1651–1720), flämischer jansenistischer Theologe
- Opsvik, Eivind (* 1973), norwegischer Jazzmusiker und Komponist
- Opsvik, Peter (1939–2024), norwegischer Industrie- und Möbeldesigner sowie Jazzmusiker

### Opt
- Optatianus Porfyrius, Publilius, römischer Beamter und Dichter
- Optatus von Mileve, Bischof von Mileve in Numidien
- Optatus von Thamugadi, spätantiker donatistischer Bischof in der Stadt Thamugadi (Timgad)
- Optekamp, Silke (* 1978), deutsche Marathonläuferin
- Optendrenk, Marcus (* 1969), deutscher Politiker (CDU), NRW-FinanzministerMarcus Optendrenk (* 1969)

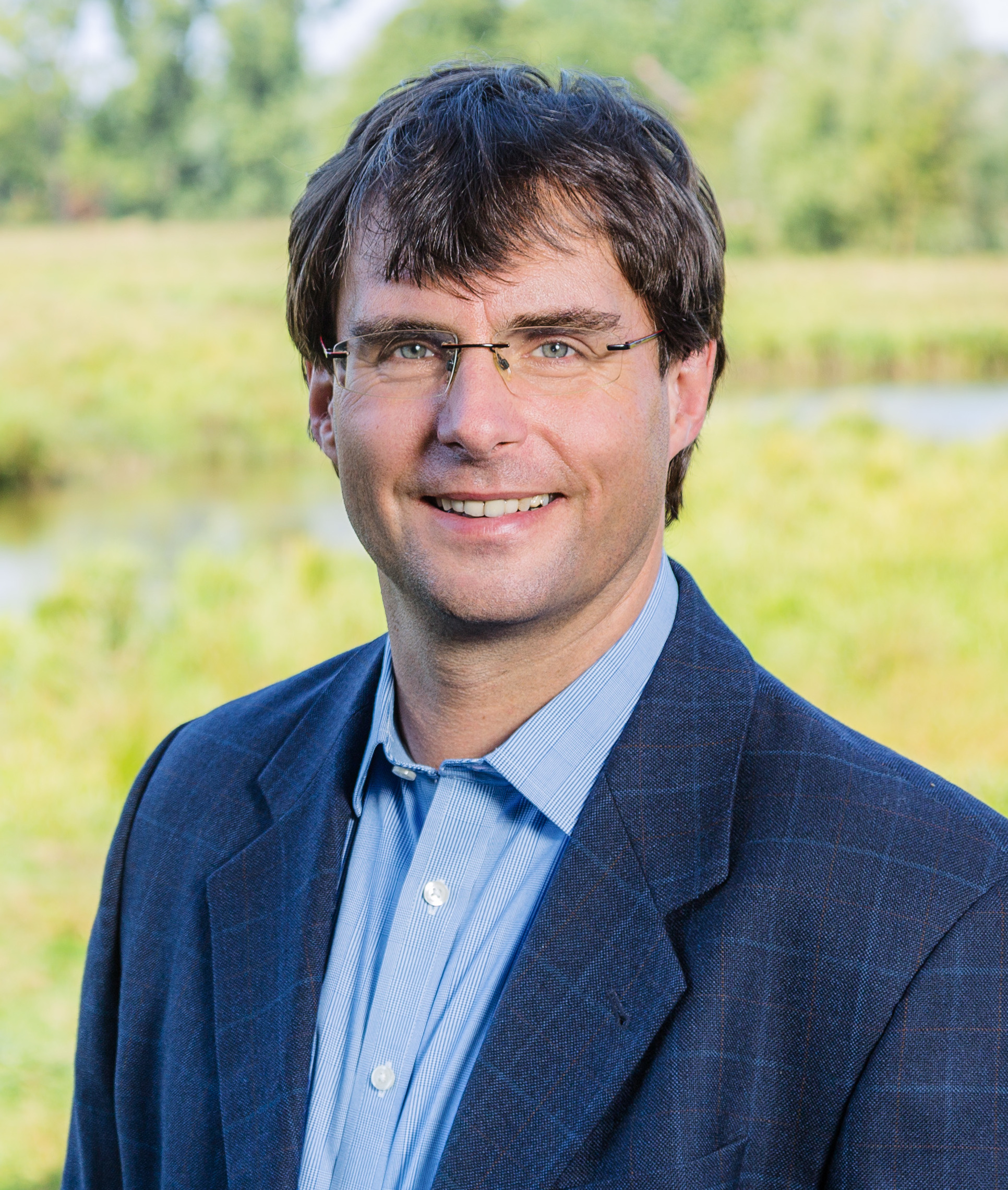
Marcus Optendrenk (* 1969)

- Optendrenk, Sonja (* 1972), deutsche politische Beamtin (CDU)
- Opti, Sören (* 1997), surinamischer Badmintonspieler
- Opton, Imogene (* 1932), US-amerikanische Skirennläuferin

### Opw
- Opwis, Klaus (* 1957), deutscher Psychologe

### Opz
- Opzeeland, Luuc van (* 1999), niederländischer Windsurfer
- Opzoomer, Adèle Sophia Cordelia (1856–1925), niederländische Schriftstellerin und Malerin
- Opzoomer, Cornelis Willem (1821–1892), niederländischer Jurist, Philosoph, Literaturwissenschaftler und Logiker
- Opzoomer, Simon (1807–1878), niederländischer Genre- und Historienmaler